# Kirchenbezirk Herrenberg
Der Evangelische Kirchenbezirk Herrenberg ist einer von 43 Kirchenbezirken bzw. Kirchenkreisen der Evangelischen Landeskirche in Württemberg. Sein Gebiet ist deckungsgleich mit dem Dekanat Herrenberg.

## Geografie
Der Kirchenbezirk Herrenberg liegt im Westen der württembergischen Landeskirche. Sein Gebiet umfasst den Südwesten des Landkreises Böblingen, also das Gebiet der politischen Städte und Gemeinden Bondorf, Deckenpfronn, Gärtringen, Gäufelden, Herrenberg, Hildrizhausen Jettingen, Nufringen und Mötzingen, sowie die Gemeinde Ammerbuch (ohne die Ortsteile Pfäffingen und Poltringen) und die Stadtteile Baisingen und Hailfingen der Stadt Rottenburg am Neckar im Norden des Landkreises Tübingen.

### Nachbarkirchenbezirke
Der Kirchenbezirk Herrenberg grenzt an folgende Kirchenbezirke der Prälatur Reutlingen (beginnend im Norden) Böblingen, Tübingen, Rottweil und Calw-Nagold.

## Geschichte

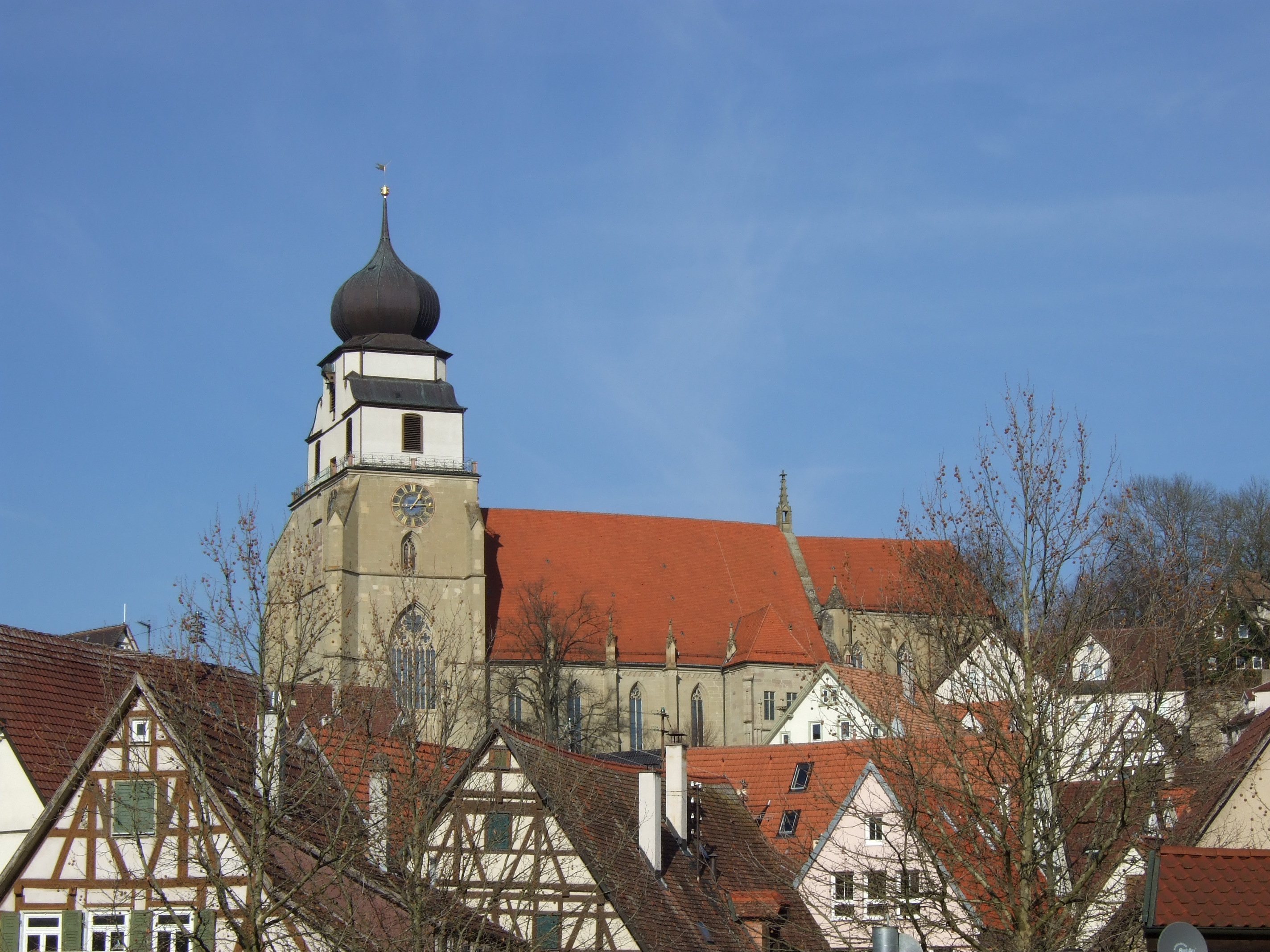
Evangelische Stiftskirche Herrenberg

Das Gebiet des heutigen Dekanats bzw. Kirchenbezirks Herrenberg gehört überwiegend zum alten Kernland Württembergs, das ab 1534 die Reformation einführte, so dass das Gebiet fast ganz evangelisch geprägt ist. Lediglich ein Teil von Altingen ist katholisch geprägt. Herrenberg wurde bald nach der Reformation (1551) Sitz eines Dekanats, damals Specialsuperintendentur genannt. Zum Dekan wurde der Stadtpfarrer in Herrenberg ernannt. Zunächst gehörte das Dekanat Herrenberg zum Generalat Bebenhausen, ab 1810 zu Tübingen, nach dessen Auflösung 1913 zum Generalat Reutlingen, aus dem die heutige Prälatur Reutlingen hervorging, zu der es bis heute gehört. Lediglich zwischen 1992 und 2003 war das Dekanat Herrenberg der Prälatur Ludwigsburg zugeordnet. Der Bezirk des Dekanats Herrenberg wurde mehrmals verändert. Die größten Veränderungen wurden Anfang des 19. Jahrhunderts vollzogen, als einige Pfarreien aufgehoben und andere Pfarreien aus den Nachbardekanaten Wildberg, Tübingen und Lustnau zugeordnet wurden.
Infolge der Auflösung einiger Kreise bzw. Oberämter in Württemberg 1939 wurden auch die kirchlichen Verwaltungsbezirke teilweise neu gegliedert. So wurden mit Wirkung vom 1. April 1939 die Kirchengemeinden Pfäffingen und Unterjesingen in den Kirchenbezirk Tübingen umgegliedert.

## Leitung des Kirchenbezirks
Die Leitung des Kirchenbezirks obliegt der Bezirkssynode und deren gewählten Vorsitzenden, dem Kirchenbezirksausschuss (KBA) und dem Dekan. Amtssitz und Wohnung ist die Propstei in Herrenberg.
Das Amt des Dekans ist derzeit vakant, nachdem Eberhard Feucht, der zugleich einer der Pfarrer an der Stiftskirche in Herrenberg war, im Dezember 2023 in den Ruhestand verabschiedet wurde. Die Aufgaben des Dekans im Kirchenbezirk wurden im Juni 2024 an Interimsdekan Thomas Cornelius übertragen, die Geschäftsführung der Kirchengemeinde Herrenberg liegt seither bei Pfr. Ulrich Behrendts. Mittelfristig ist eine Fusion mit den Kirchenbezirken Böblingen und Leonberg geplant. 

### Dekane des Kirchenbezirks Herrenberg seit 1788
- 1788–1813 Johann Christoph Gaupp
- 1813–1815 Christlieb Martin Plieninger
- 1815 Gottfried Ulrich David Kapff (1768–1815)
- 1815–1821 Magnus Friedrich Zeller
- 1821–1835 Karl Ulrich Gaab
- 1835–1847 Friedrich August Scholl
- 1847–1851 Sixt Karl Kapff (1805–1879)
- 1851–1864 Ludwig Eduard Friedrich Ziegler
- 1865–1871 Christoph Eberhard Elwert (1810–1883)
- 1871–1886 Wilhelm Paul Christoph Schüz
- 1887–1891 Gottlob Kemmler (1823–1907)
- 1891–1908 Christian Ernst Hohbach
- 1908–1934 Dr. Karl Eugen Schmid (1867–1949)
- 1934–1946 Theodor Haug
- 1946–1963 Gerhard Keitel (1898–1979)
- 1964–1975 Helmut Häußermann
- 1976–1986 Dieter Gläsche (* 1920)
- 1986–2000 Dieter Eisenhardt (* 1936)
- 2000–2011 Klaus Homann (* 1946)
- 2011–2023 Eberhard Feucht
- 2024 Interimsdekan Thomas Cornelius

## Kirchengemeinden
Im Kirchenbezirk Herrenberg gibt es insgesamt 24 Kirchengemeinden. Gesamtkirchengemeinden gibt es nicht. Die jeweils in Klammern hinter dem Namen der Kirchengemeinde angegebenen Gemeindegliederzahlen beziehen sich auf das Jahr 2005 und sind gerundet.
Das Gebiet des Kirchenbezirks Herrenberg ist überwiegend evangelisch geprägt. Es gibt daher in jedem Dorf auch eine evangelische Kirchengemeinde und eine meist alte Kirche. In den meisten Orten zogen Katholiken überwiegend erst nach dem Zweiten Weltkrieg zu. Lediglich Altingen ist von alters her teilweise katholisch geprägt.

### Kirchengemeinde Altingen

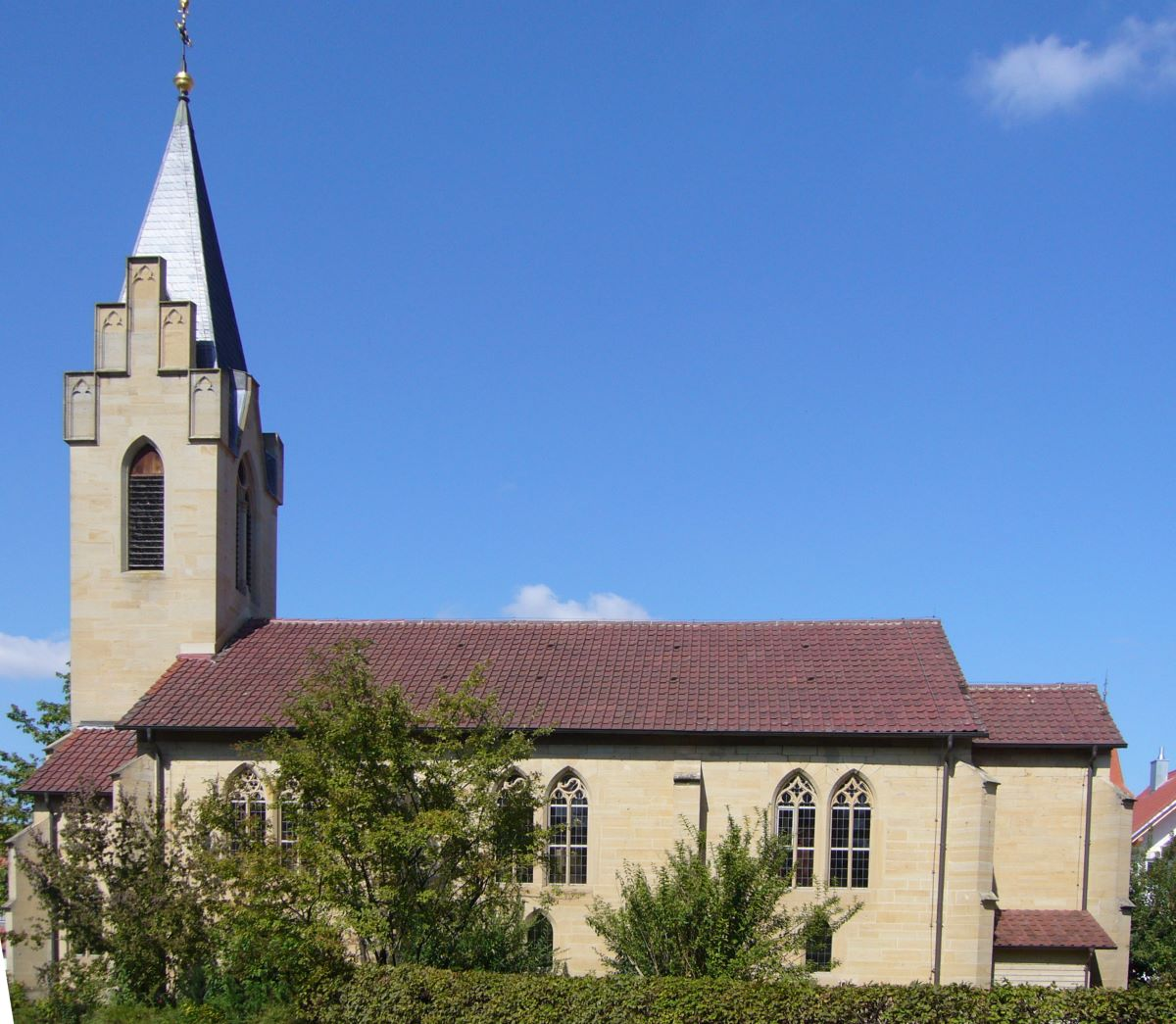
Kirche Altingen

Die Kirchengemeinde Altingen (ca. ) umfasst den Ortsteil Altingen der Gemeinde Ammerbuch. Altingen war bis ins 18. Jahrhundert zwischen Württemberg und Österreich aufgeteilt. Der württembergische Teil war über die Pfalzgrafen von Tübingen an Württemberg gelangt, während der österreichische Teil über Hohenberg und Ehingen an Österreich gelangt war. Der württembergische Teil trat 1534 zur Reformation über, doch hinderte Österreich nicht den Übertritt seiner Untertanen in Altingen zum evangelischen Glauben. Die Hoheitsrechte über Altingen übten beiden Herrschaften im Wechsel aus. Die Kirche am Ort blieb aber katholisch. 1805 wurde ganz Altingen württembergisch. Die evangelischen Bewohner gehörten bis 1860 zur Pfarrei Kayh, danach zur Pfarrei Reusten. 1861 wurde in Altingen durch Christian Friedrich Leins aber eine eigene evangelische Kirche erbaut und später auch eine eigene Kirchengemeinde errichtet, die bis heute vom Pfarramt Reusten betreut wird.

### Kirchengemeinde Bondorf

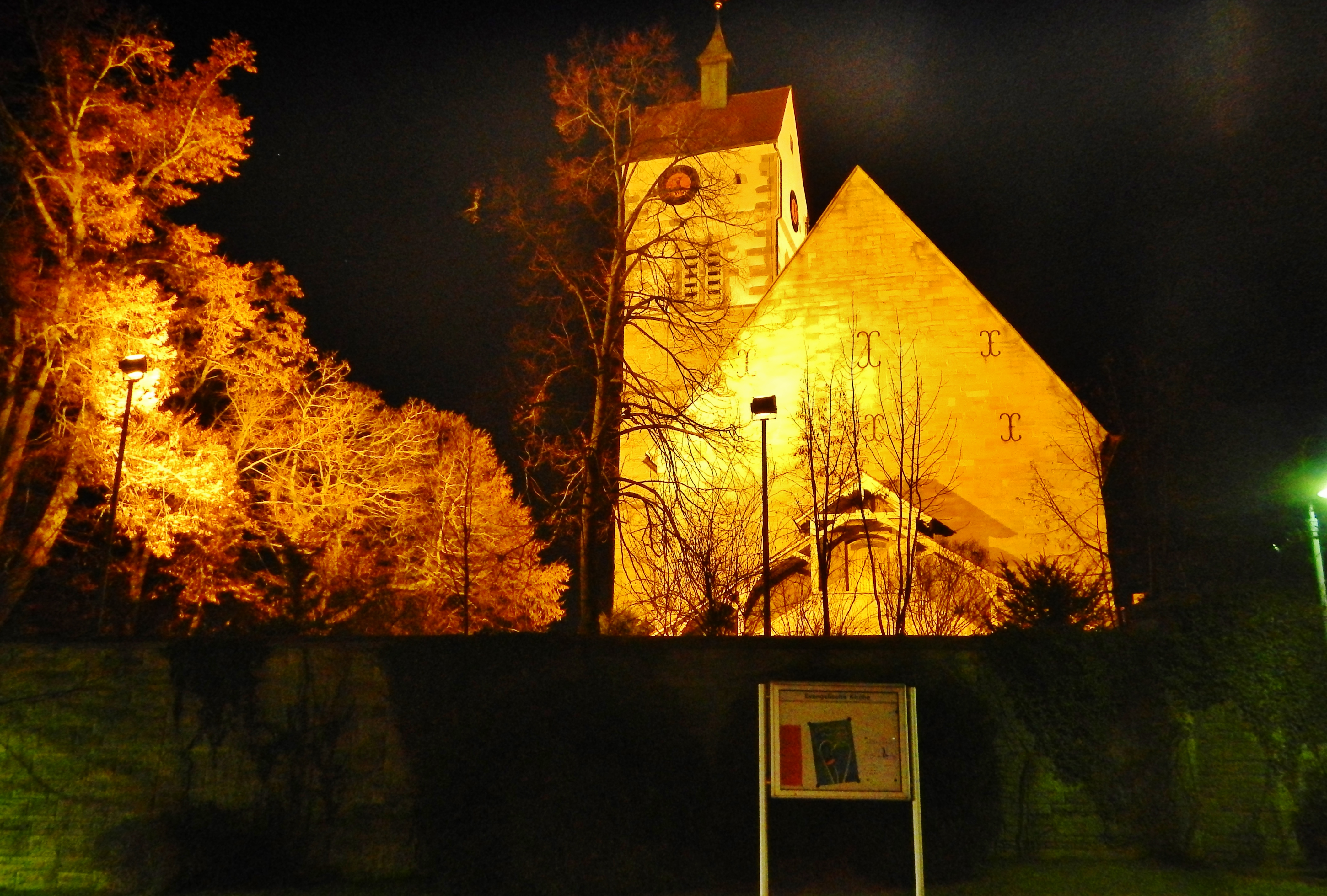
Remigiuskirche Bondorf

Die Kirchengemeinde Bondorf (ca. 3.050) umfasst die Gemeinde Bondorf und den Stadtteil Hailfingen der Stadt Rottenburg am Neckar (Landkreis Tübingen). Eine Kirche wird in Bondorf 1275 erstmals erwähnt. Den Kirchensatz verkauften die Grafen von Hohenberg 1352 an das Kloster Bebenhausen, dem die Kirche 1362 inkorporiert wurde. Nach der Reformation wurde sie evangelische Pfarrkirche. Das ab 1535 als Remigiuskirche bekannte Gotteshaus ist eine Chorseitenturmanlage des frühen 15. Jahrhunderts. Der Turm ist teilweise noch spätromanisch. Nach einem Brand 1559 sowie 1752 wurde die Kirche baulich verändert. 1967 erfolgte einen Innenrenovierung. Heute wird die Kirchengemeinde Bondorf von zwei Pfarrern betreut.
Hailfingen blieb als Teil der österreichischen Landgrafschaft Niederhohenberg nach der Reformation katholisch. Überwiegend erst nach dem Zweiten Weltkrieg zogen evangelische Bewohner nach Hailfingen. Sie wurden der Kirchengemeinde Bondorf zugeordnet.

### Kirchengemeinde Breitenholz

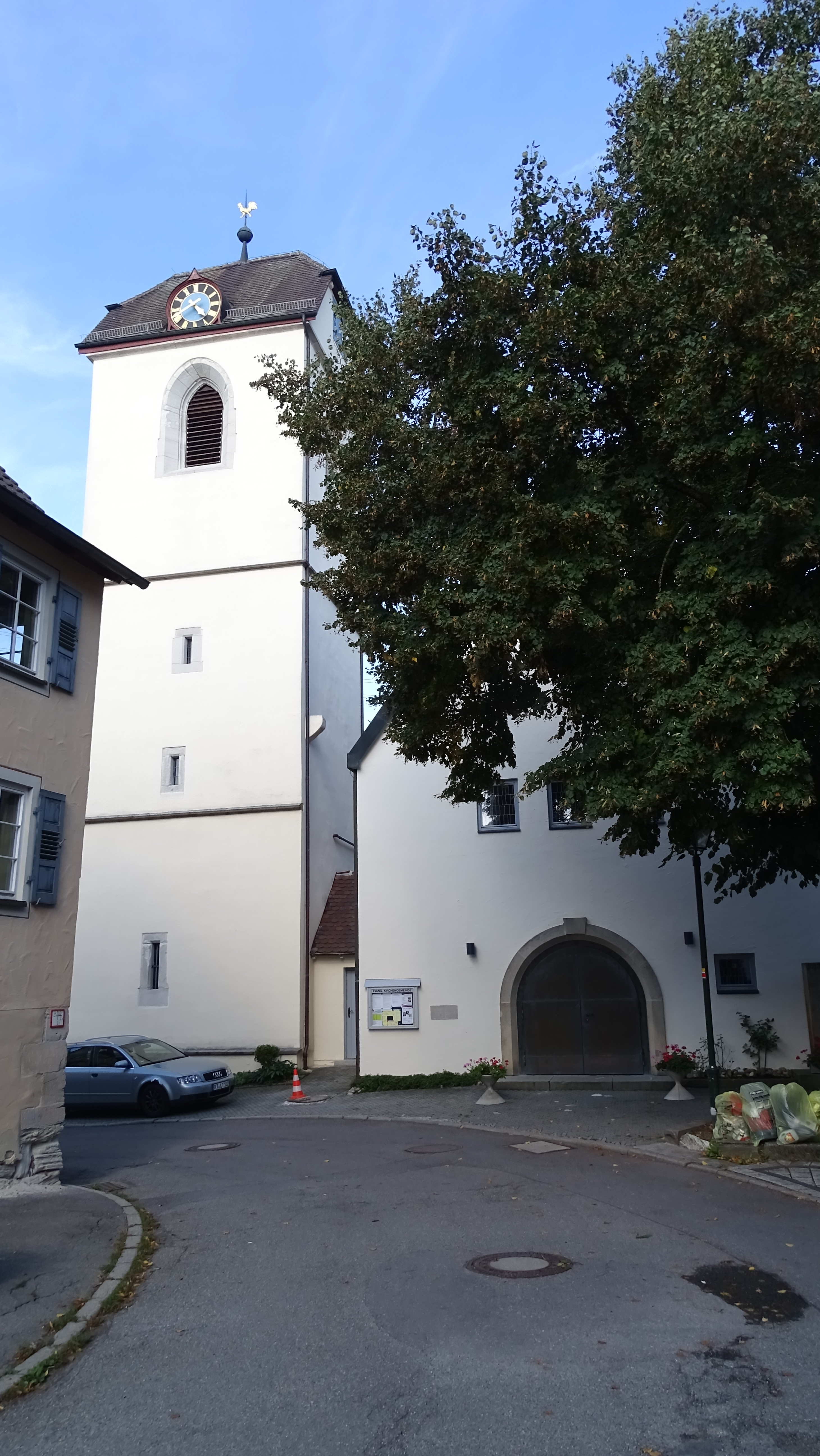
Wendelinskirche Breitenholz

Die Kirchengemeinde Breitenholz (ca. 450) umfasst den Ortsteil Breitenholz der Gemeinde Ammerbuch. Kirchlich gehörte Breitenholz zunächst zu Entringen. Eine Kapelle wurde 1453 erstmals erwähnt. 1485 wurde eine Kaplanei mit pfarrlichen Rechten errichtet. Nach der Reformation wurde eine eigene Pfarrei errichtet. Die Kirche, 1565 als Wendelinskirche bekannt, wurde 1577 neu erbaut, dabei wurde der Turm der Vorgängerkirche beibehalten. Das Schiff wurde 1964 neu erbaut. Seit 1952 wird Breitenholz vom Pfarramt Entringen betreut.

### Kirchengemeinde Deckenpfronn

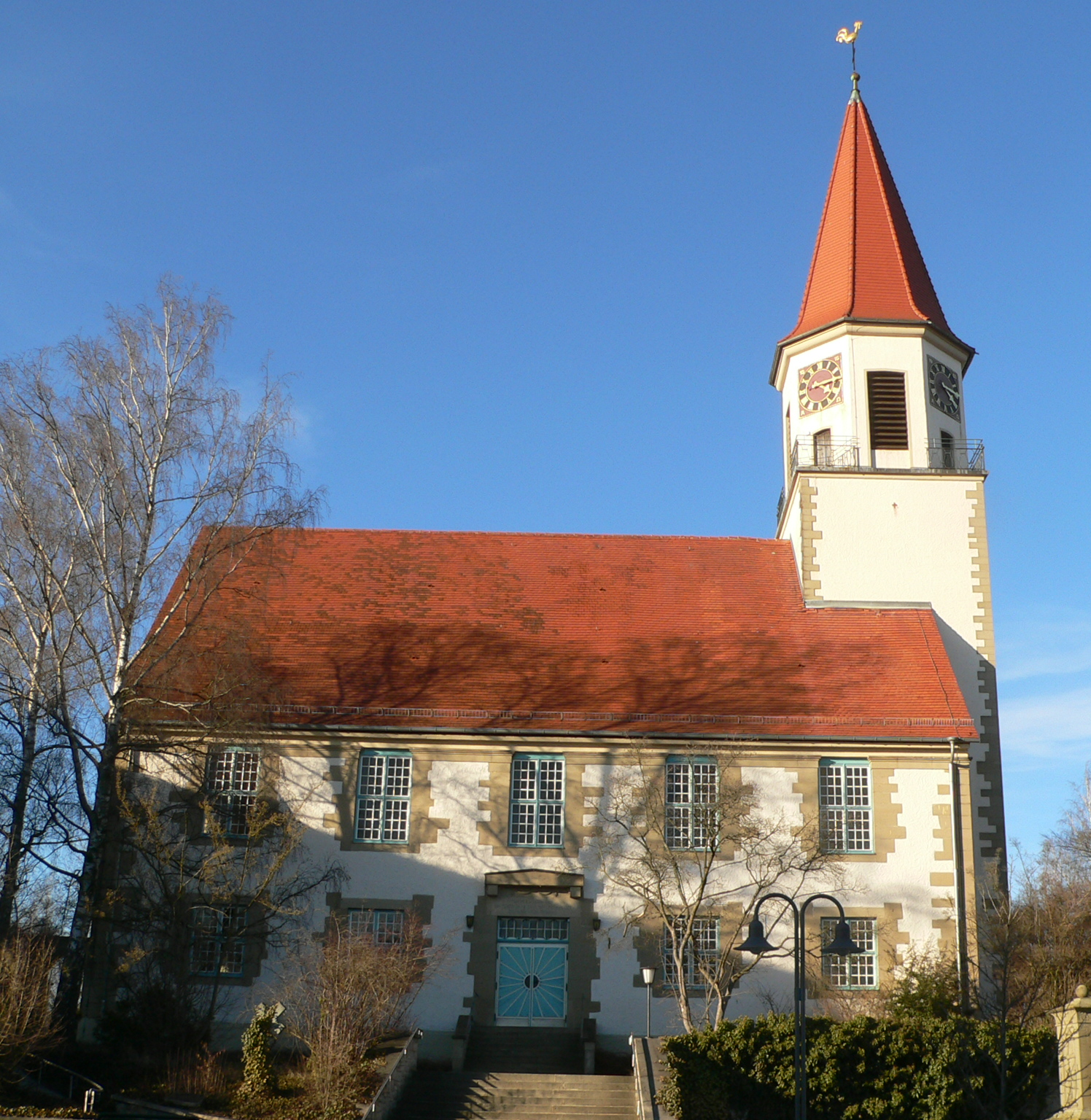
Nikolauskirche Deckenpfronn

Die Kirchengemeinde Deckenpfronn (ca. 1.700) umfasst die Gemeinde Deckenpfronn und die Siedlungen Lerchenberg und Haselstaller Höfe in Gültlingen, welche durch Bekanntmachung des Oberkirchenrats vom 24. Juni 1970 von der Kirchengemeinde Gültlingen im Kirchenbezirk Nagold abgetrennt und der Kirchengemeinde Deckenpfronn (damals noch zum Kirchenbezirk Calw gehörig) zugeordnet wurden. Eine Kirche wurde in Deckenpfronn bereits im 9. Jahrhundert von Graf Erlafried dem Kloster Hirsau geschenkt, dem sie 1395 inkorporiert wurde. Das 1528 als Nikolauskirche bekannte Gotteshaus wurde 1818 durch einen Neubau ersetzt. Dieser wurde im Zweiten Weltkrieg schwer beschädigt und danach wieder aufgebaut. Der Westturm hat noch einen alten Sockel mit frühgotischem Rippenkreuzgewölbe.
Bis 1981 gehörte die Kirchengemeinde Deckenpfronn zum Kirchenbezirk Calw. Mit Wirkung vom 1. Januar 1982 wurde sie in den Kirchenbezirk Herrenberg umgegliedert.

### Kirchengemeinde Entringen

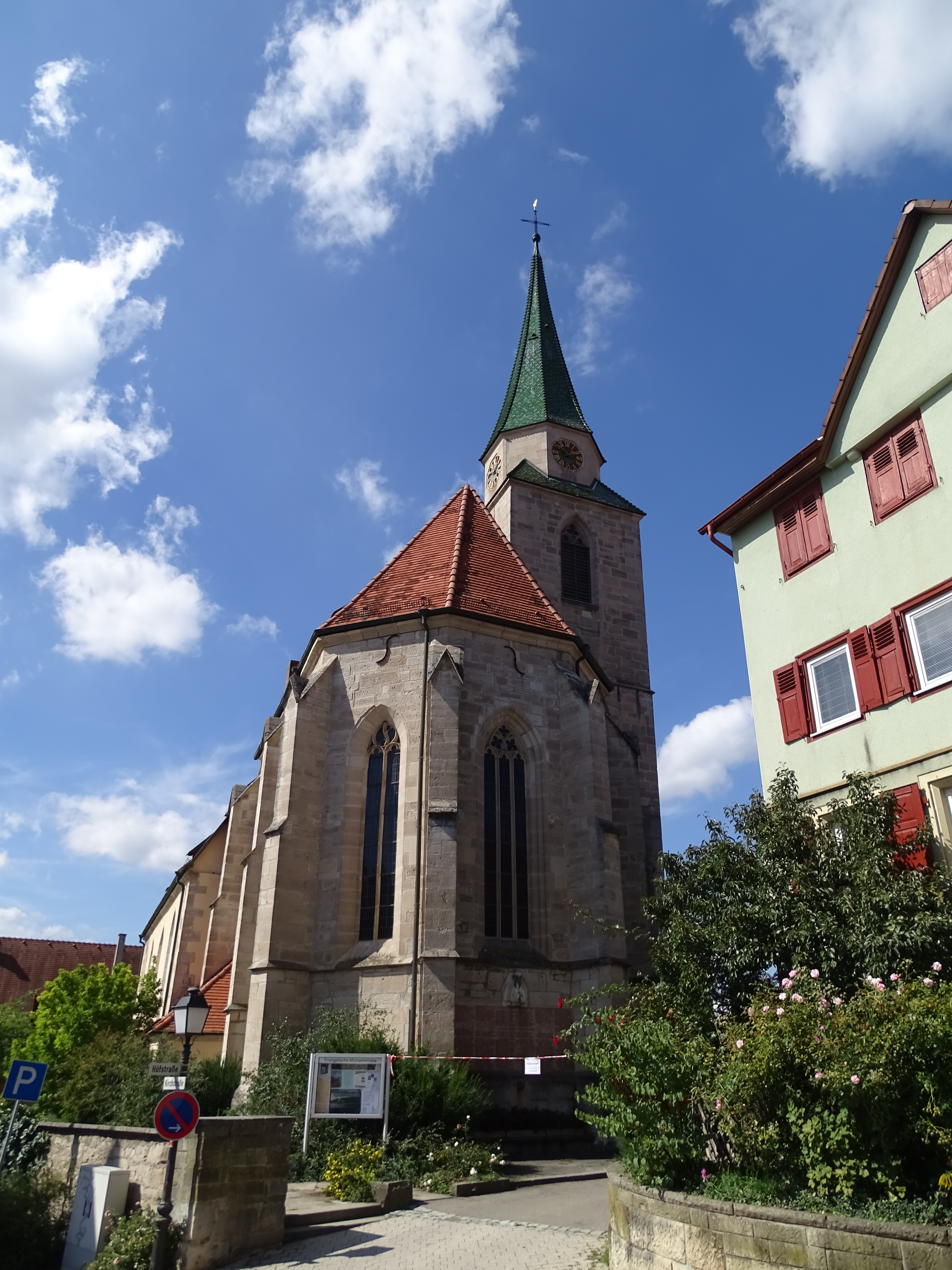
Michaelskirche Entringen

Die Kirchengemeinde Entringen (ca. 1.800) umfasst den Ortsteil Entringen der Gemeinde Ammerbuch. Eine Kirche und Pfarrei ist 1275 erstmals erwähnt. 1327 wird die Kirche St. Michael genannt. Das Patronat gelangte über die Grafen von Zollern an das Kloster Bebenhausen, dem die Kirche 1328 inkorporiert wurde. 1534 wurde die Reformation eingeführt. Die gotische Kirche wurde ab 1452 erbaut. Sie hat noch einige romanische Reste. 1907 wurde ein neuer Turmhelm aufgesetzt. 1967 bis 1970 erfolgte eine grundlegende Renovierung.

### Kirchengemeinde Gärtringen

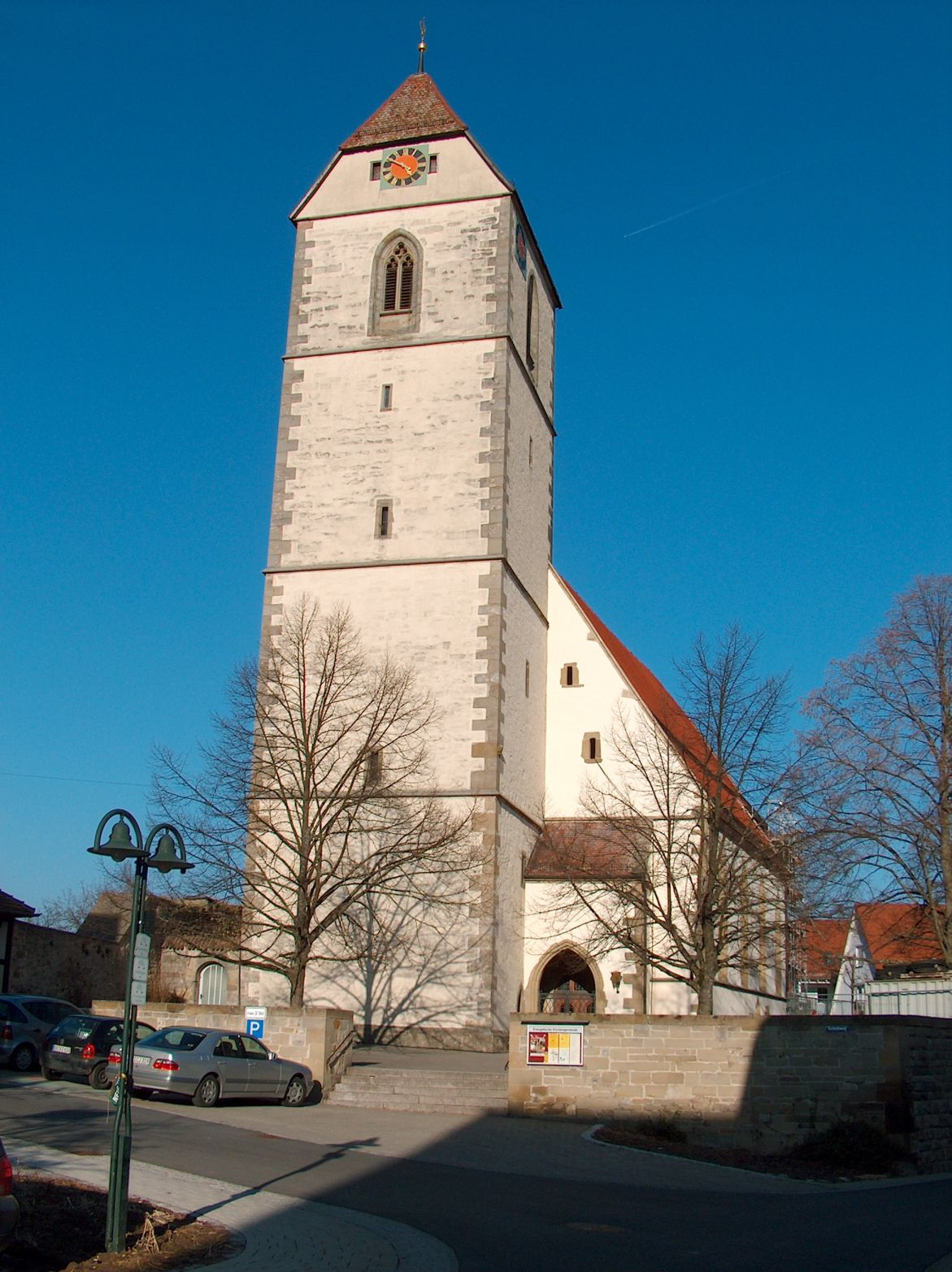
St.-Veit-Kirche Gärtringen

Die Kirchengemeinde Gärtringen (ca. 4.000) umfasst den Hauptort der Gemeinde Gärtringen. Eine Kirche wird in Gärtringen 1275 erstmals erwähnt. Der zunächst pfälzische Kirchensatz kam 1456 von Württemberg an das Stift Herrenberg, dem die Kirche 1457 inkorporiert wurde. Die spätgotische Kirche mit Westturm (ab 1525 mit St. Veit bezeichnet) hat einen netzrippengewölbten Chor mit Malereien. Die Kirche besitzt mehrere Grabmäler des 15. und 16. Jahrhunderts. Heute wird die Kirchengemeinde Gärtringen von zwei Pfarrern (Pfarramt West und Pfarramt Ost) betreut.

### Kirchengemeinde Gültstein

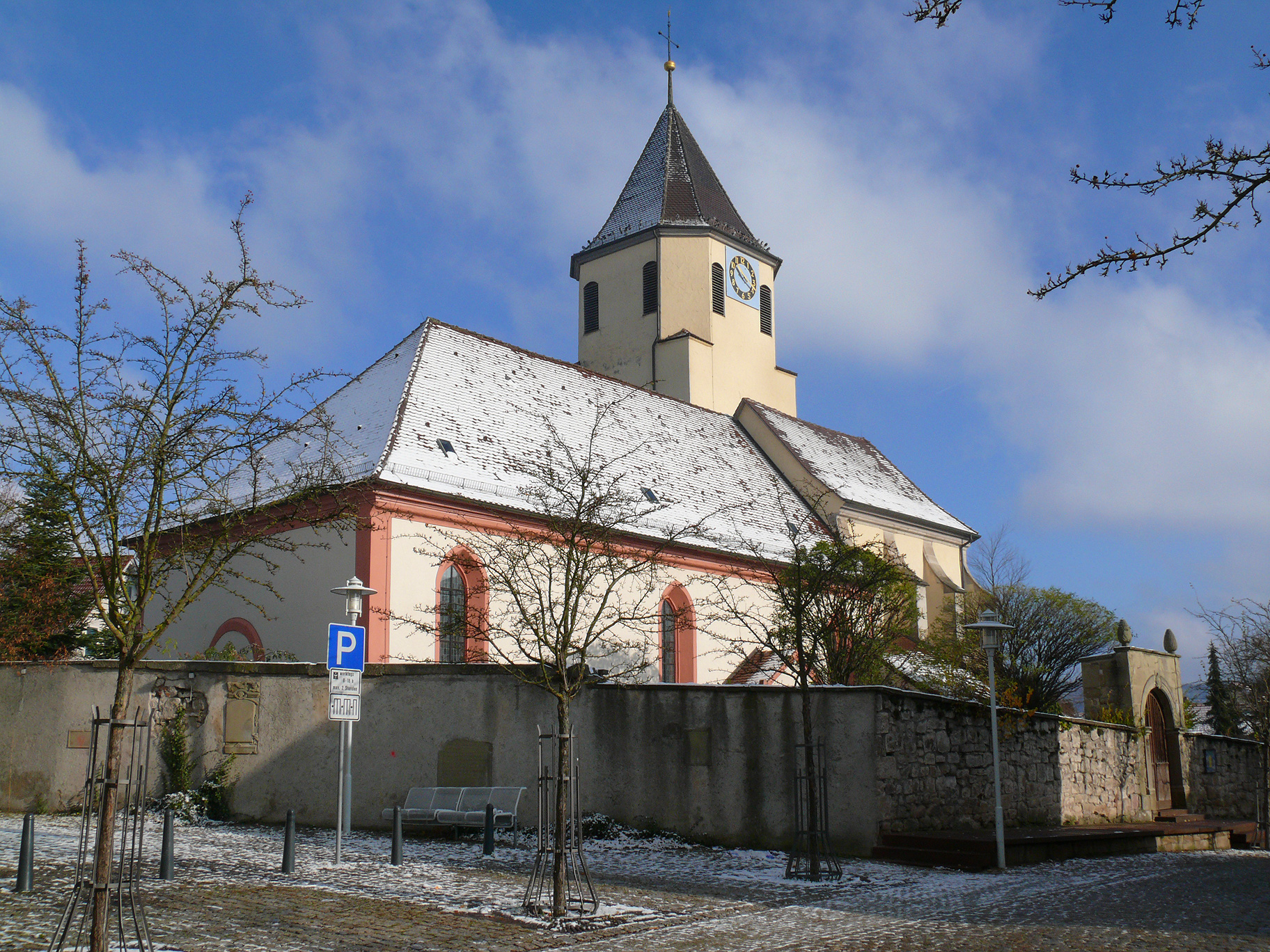
Evang. Kirche Herrenberg-Gültstein

Die Kirchengemeinde Gültstein (ca. 1.650) umfasst den Stadtteil Gültstein der Stadt Herrenberg. Eine Kirche wurde in Gültstein bereits 1095 erwähnt. Das Patronat wechselte zwischen den Pfalzgrafen von Tübingen und dem Kloster Hirsau. 1351 gelangte es ganz an Hirsau. Bis zur Reformation gehörte auch Nebringen zur Pfarrei Gültstein. Die Kirche in Gültstein, eine ehemalige Wehrkirche, ist eine romanische Chorseitenturmanlage, die mehrfach verändert wurde. Der Chor hat ein Netzrippengewölbe. Die Ausstattung ist teils noch spätgotisch, ansonsten aus dem 18. Jahrhundert. Bis 1833 gehörte auch Mönchberg zur Pfarrei Gültstein, bevor dieser Ort zur Pfarrei Kayh kam.
Bis 1970 gehörten auch die evangelischen Bewohner im Bahnwarthaus an der Bahnlinie Herrenberg-Horb bei Nebringen zur Kirchengemeinde Gültstein. Durch Bekanntmachung des Oberkirchenrats vom 19. November 1970 wurden diese jedoch der Kirchengemeinde Nebringen zugeordnet.

### Kirchengemeinde Haslach

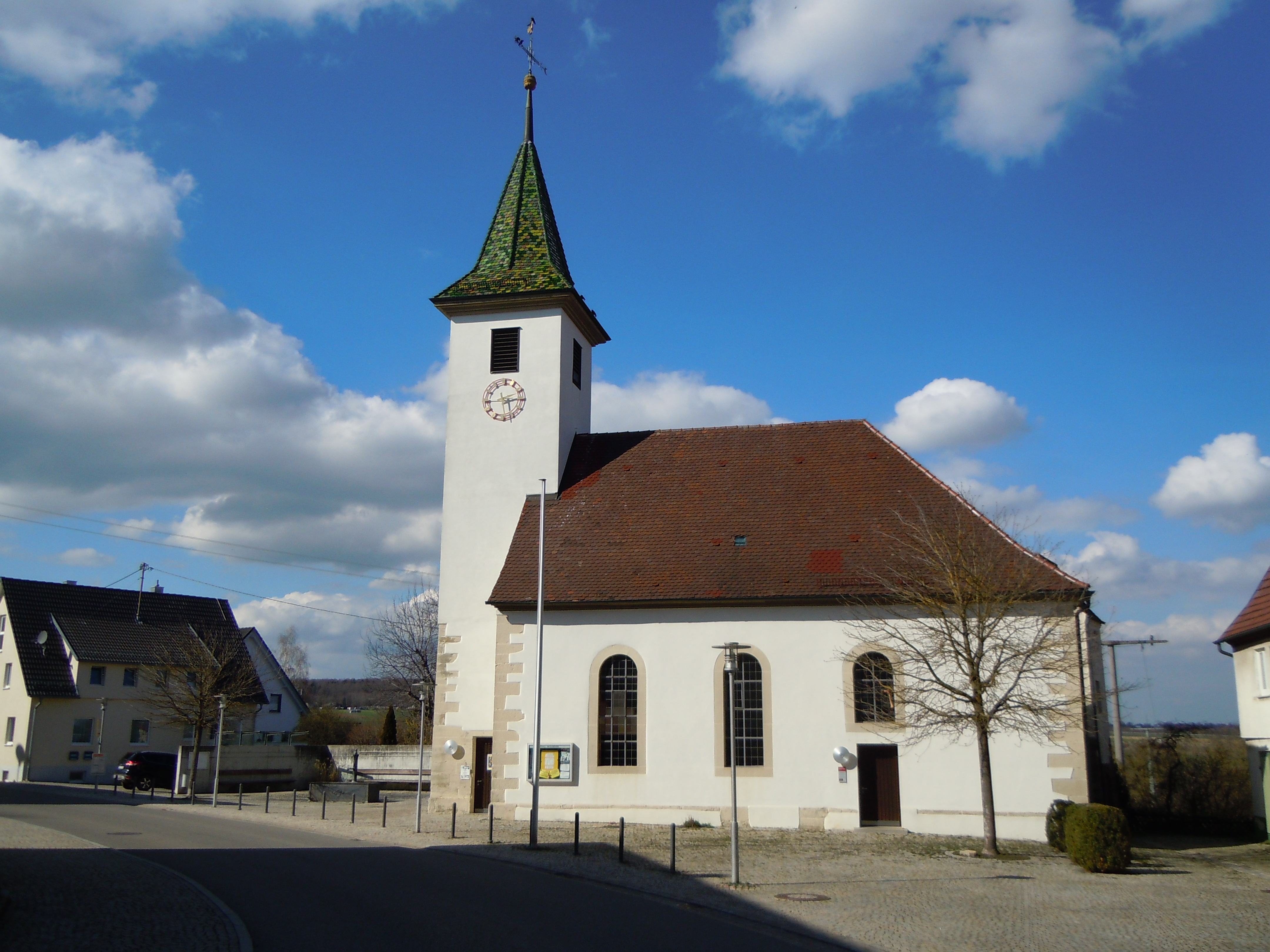
St. Jakobus in Haslach

Die Kirchengemeinde Haslach (ca. 850) umfasst den Stadtteil Haslach der Stadt Herrenberg. Kirchlich gehörte Haslach zunächst zu Mühlhausen im Ammertal, einer abgegangenen Siedlung, in dessen Kirchhof die Toten von Haslach noch bis 1858 begraben wurden. Später wurde Haslach Filiale von Herrenberg. Heute hat es ein eigenes Pfarramt, das auch Teile der südlichen Herrenberger Kernstadt betreut. Die heutige Kirche in Haslach wurde 1792 nach Plänen von Johann Adam Groß d. J. anstelle einer 1524 erwähnten Kapelle St. Jakob erbaut.

### Kirchengemeinde Herrenberg

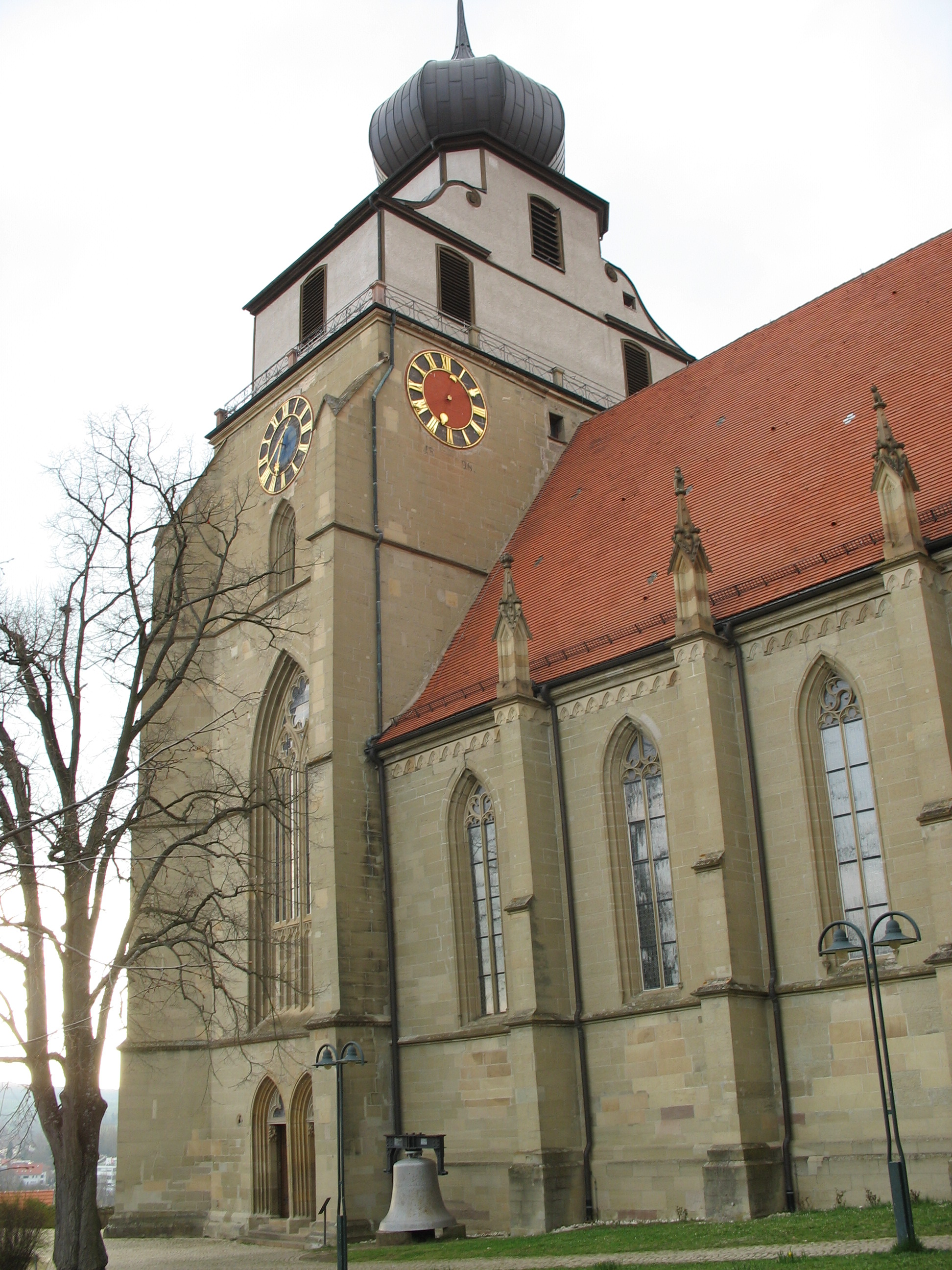
Turm der evangelischen Stiftskirche Herrenberg

Die Kirchengemeinde Herrenberg (ca. 5.700) umfasst die Kernstadt und einen kleinen Teil des Stadtteils Affstätt von Herrenberg. Letzteres Gebiete der Gemarkung Affstätt in Angrenzung an ein Herrenberger Wohngebiet wurde durch Bekanntmachung des Oberkirchenrats vom 4. Januar 1968 von der Kirchengemeinde Affstätt der Kirchengemeinde Herrenberg zugeordnet.
Kirchlich gehörte Herrenberg zunächst zur Pfarrei Mühlhausen im Ammertal, eine heute nicht mehr bestehende Siedlung. Eine Kirche in Herrenberg wurde 1275 erstmals erwähnt. Über die Pfalzgrafen von Tübingen kam das Patronat an Württemberg. 1439 gründeten die Grafen von Württemberg an der Stadtkirche ein Chorherrenstift (Stiftskirche), das 1481 in ein Kloster umgewandelt wurde, das 1516 wieder in ein Chorherrenstift umgewandelt wurde. Dieses wurde nach der Reformation aufgehoben. Danach wurde die Herrenberger Stiftskirche Sitz eines Dekanats (Specialsuperintendenz). Die ab 1280 begonnene Stiftskirche wurde im 14. Jahrhundert vollendet und im 15. Jahrhundert vergrößert. Das Chorgestühl wurde von Heinrich Schickhardt geschaffen. Der von Jörg Ratgeb gestaltete Flügelaltar befindet sich heute in Stuttgart im Museum. Die ursprünglich beiden gotischen Türme wurden 1749 aus statischen Gründen abgetragen und durch eine welsche Haube ersetzt. In der Stiftskirche war der Theologe Friedrich Christoph Oetinger zwischen 1759 und 1765 als Stadtpfarrer tätig. Heute gibt es in Herrenberg neben dem Dekan noch vier weitere Pfarrämter: Mitte, Nord, Ost und Süd.

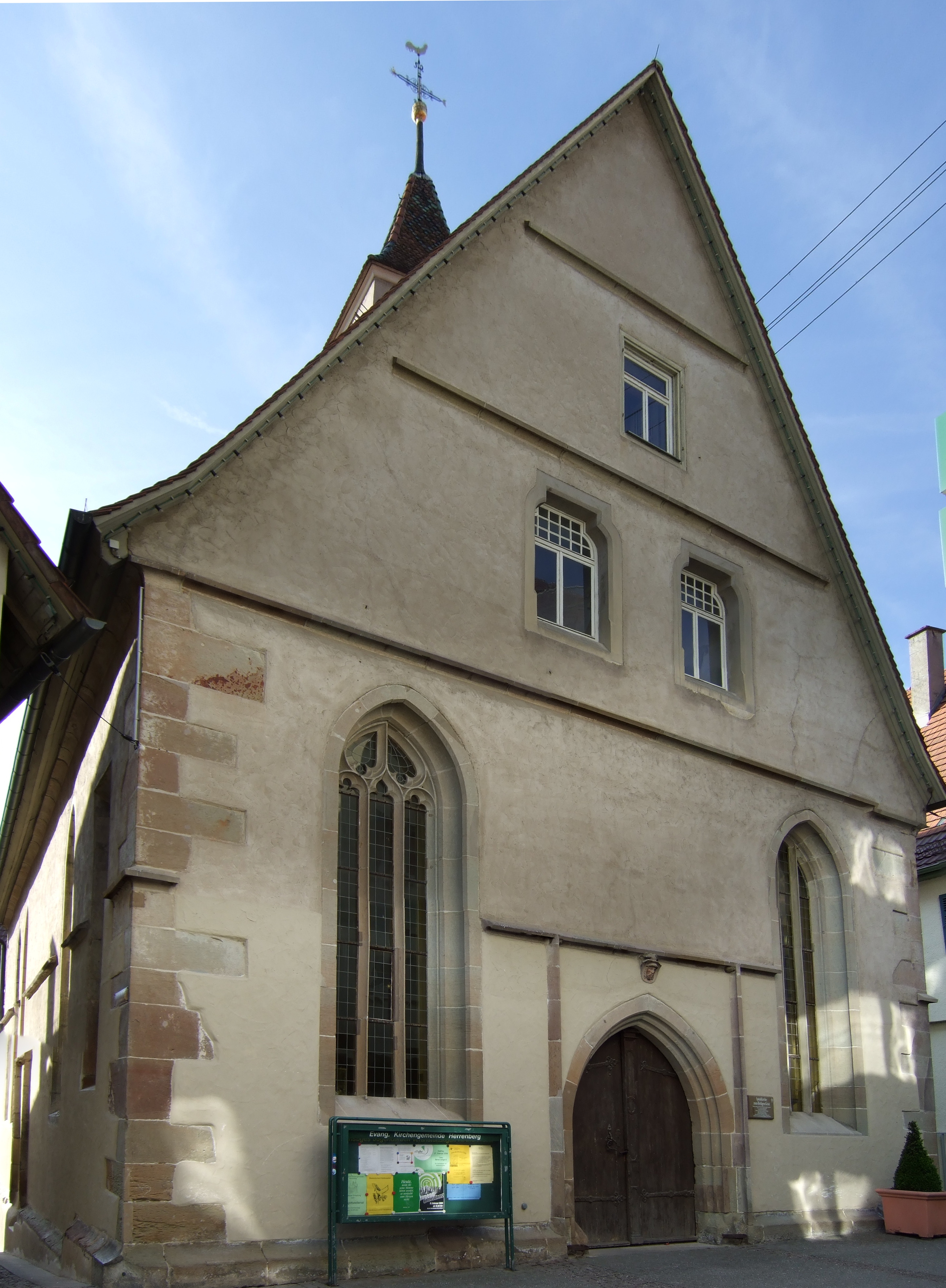
Spitalkirche Herrenberg

Außer der Stiftskirche gab es in Herrenberg auch eine St.-Gotthards-Kapelle, eine Peterskirche und eine Kapelle am Bronntor, die im 15. Jahrhundert erwähnt sind. Erhalten ist lediglich die Spitalkirche des Hl-Geist-Spitals aus dem 15. Jahrhundert. Nach dem Stadtbrand von 1693 wurde sie neu eingedeckt.

### Kirchengemeinde Hildrizhausen

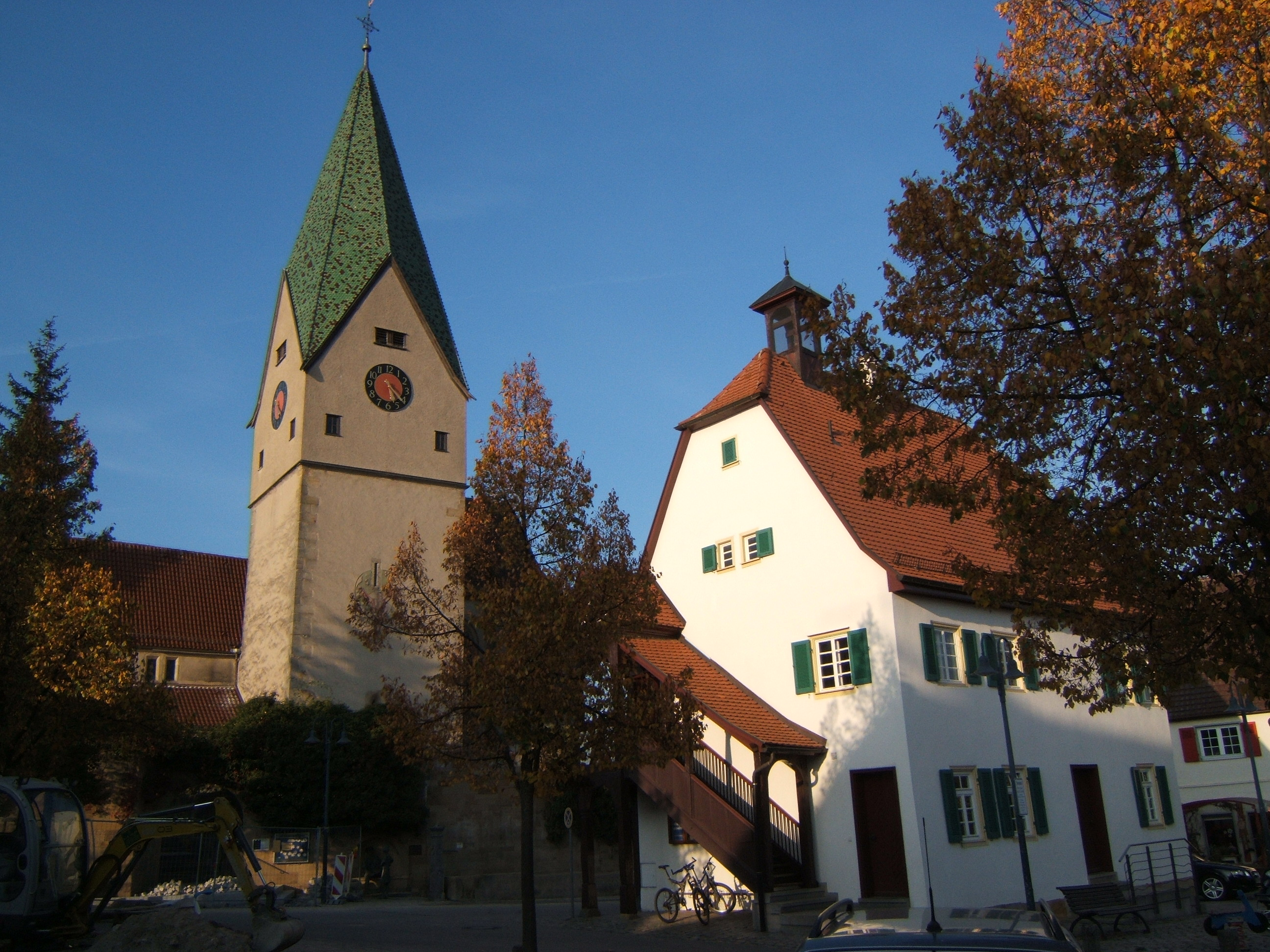
Ortskern Hildrizhausen mit Evang. Kirche

Die Kirchengemeinde Hildrizhausen (ca. 1.700) umfasst die Gemeinde Hildrizhausen. Eine Kirche wird in Hildrizhausen erstmals 1275 erwähnt. Die Kirche, ab 1525| Nikomedeskirche, wurde im 12. Jahrhundert als dreischiffige romanische Pfeilerbasilika erbaut. Später wurde sie mehrfach verändert. Die Kirche wurde 1956 innen erneuert. Das zugehörige Pfarrhaus wurde von Heinrich Schickhardt erbaut.

### Kirchengemeinde Kayh

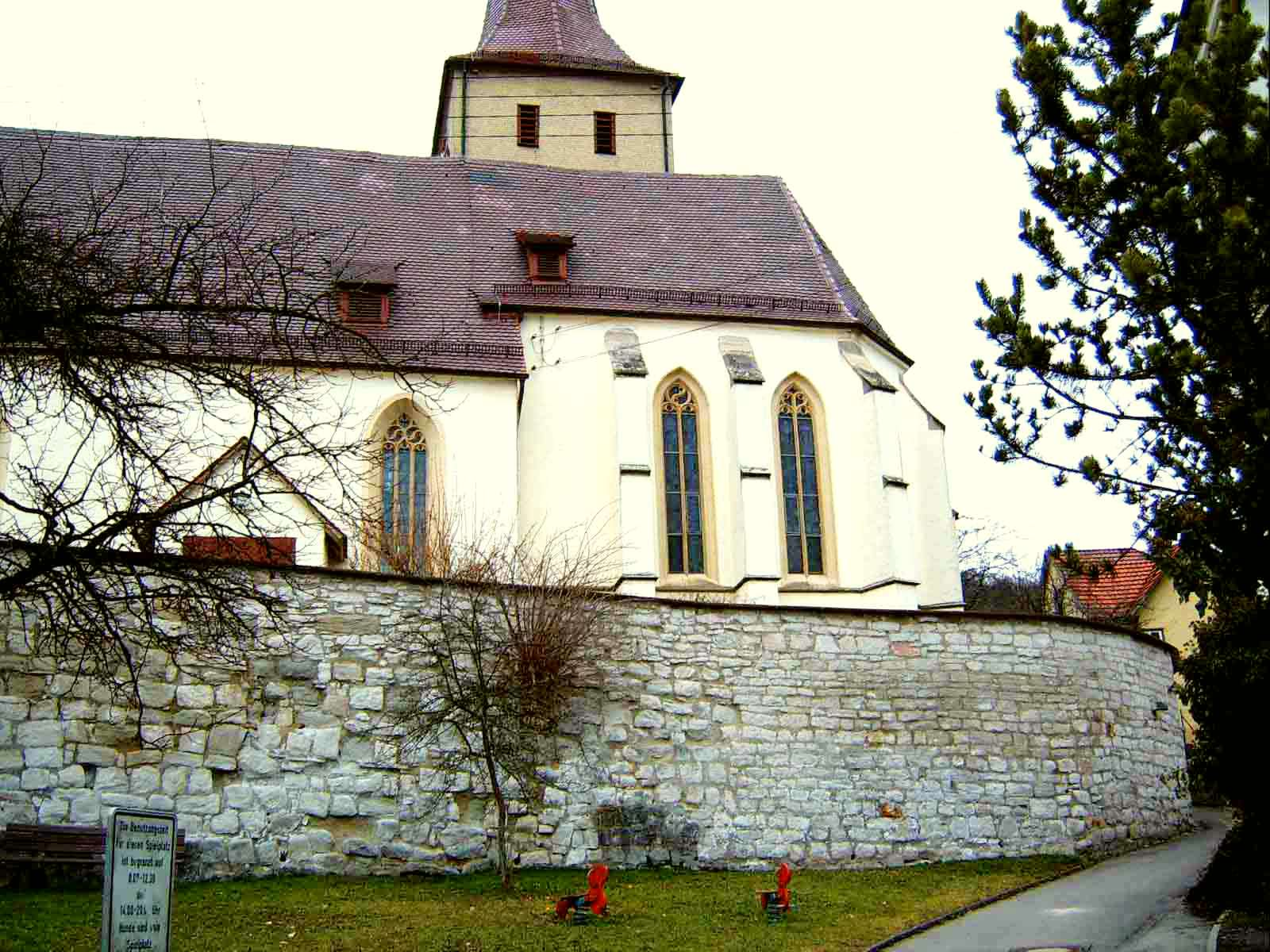
Marienkirche Kayh

Die Kirchengemeinde Kayh (ca. 1.650) umfasst den Stadtteil Kayh der Stadt Herrenberg. Kirchlich gehörte Kayh bis 1435 zu Altingen, wurde dann eigene Pfarrei. Eine Kapelle St. Maria wird 1429 erstmals erwähnt. Die heutige Marienkirche wurde 1487 unter Verwendung des Wehrturms der Kapelle erbaut. Die spätgotische Chorseitenturmanlage hat einen netzrippengewölbten Chor. 1833 wurde Mönchberg der Pfarrei Kayh zugeordnet, das bis heute vom Pfarramt Kayh betreut wird. Bis 1860 betreute das Pfarramt Kayh auch die Evangelischen in Altingen.

### Kirchengemeinde Kuppingen-Affstätt

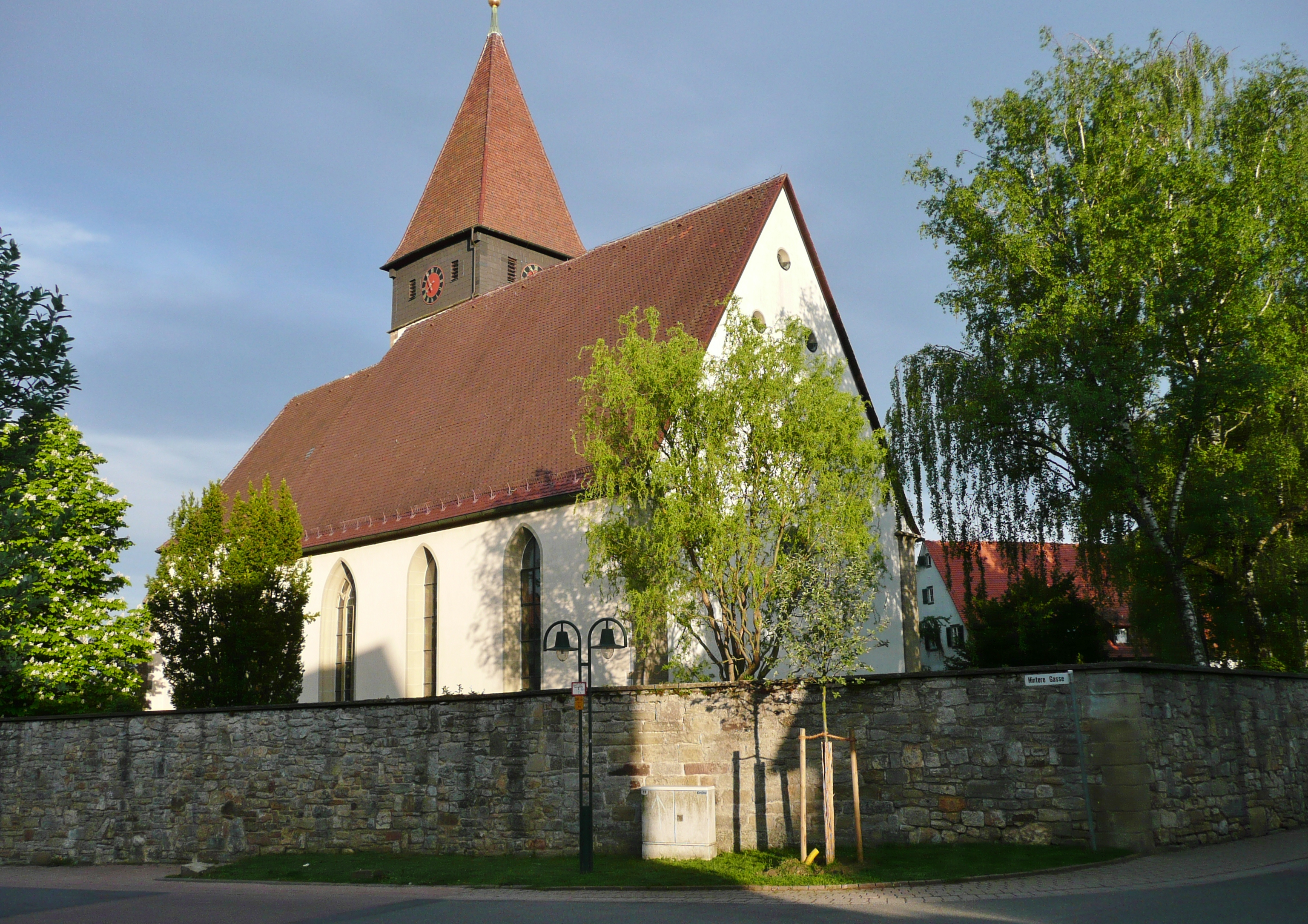
Stephanuskirche Kuppingen

Am 1. Januar 2025 haben sich die beiden Kirchengemeinden Kuppingen (ca. 2.050) und Affstätt (ca. 800) zur Kirchengemeinde Kuppingen-Affstätt zusammengeschlossen. Sie umfasst die beiden Stadtteile Kuppingen und Affstätt der Stadt Herrenberg. 
Eine Kirche wird in Kuppingen 1275 erstmals erwähnt. Sie war für einige umliegenden Orte die Pfarrkirche. Der Chor der heutigen Kirche wurde um 1300 erbaut, das Schiff im 14. oder 15. Jahrhundert. 1450 wird sie St.-Stephans-Kirche genannt. 1581 und 1960 wurde die Kirche baulich verändert. Der Festungsturm wurde 1836 abgebrochen. Ein als Heidenkirchle bezeichnete Kapelle wurde 1796 abgebrochen. Ob es sich dabei um die 1352 und 1430 als Gotthardskapelle erwähnte Kapelle handelt, ist ungewiss.
Affstätt war von alters her Filiale von Kuppingen, hatte aber schon eine 1353 erstmals bezeugte Kapelle St. Katharina, deren Patronat den Herren von Gültlingen zustand. Die heutige Kirche wurde 1927/28 neu erbaut.

### Kirchengemeinde Mönchberg

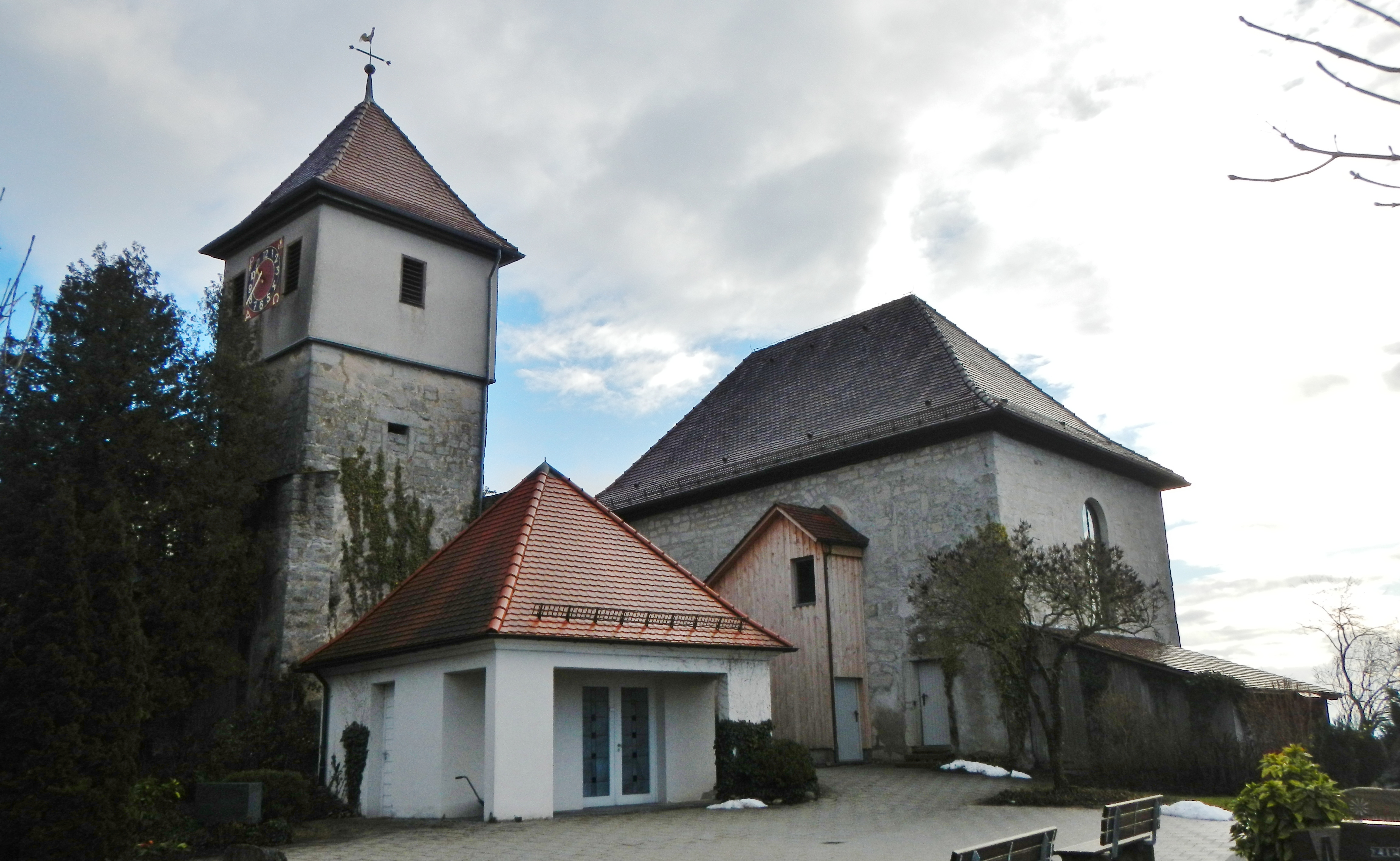
Michaelskirche Mönchberg

Die Kirchengemeinde Mönchberg (ca. ) umfasst den Stadtteil Mönchberg der Stadt Herrenberg. Kirchlich gehörte Mönchberg bis 1833 zu Gültstein, seither zu Kayh, von wo die Kirchengemeinde Mönchberg bis heute betreut wird. Eine 1491 genannte Kapelle (ab 1525 St. Michael) wurde 1749 bis auf den Turm abgebrochen. Der Turm wurde in die neu erbaute Kirche integriert.

### Kirchengemeinde Mötzingen
Die Kirchengemeinde Mötzingen (ca. 2.050) umfasst die Gemeinde Mötzingen und den Stadtteil Baisingen der Stadt Rottenburg am Neckar. Eine Kirche St. Mauritius kam im 12. Jahrhundert an das Kloster Hirsau, das sie 1265 an den Sindelfinger Chorherrn Eberhard von Horb und dessen Bruder verkaufte. Sie war Filiale von Londorf, einer heute nicht mehr bestehenden Siedlung bei Vollmaringen (Kirchenbezirk Nagold). Die Kirche gehörte somit zum Chorherrenstift St. Johann in Konstanz und gelangte im 15. Jahrhundert an das Stift Herrenberg, dem sie 1541 inkorporiert wurde. Nach der Reformation war Württemberg Patronatsherr. Die heutige Pfarrkirche wurde 1792 erbaut.
Baisingen blieb infolge der Zugehörigkeit zu Österreich nach der Reformation katholisch. Die wenigen evangelischen Bewohner Baisingens wurden durch Erlass des Konsistoriums vom 4. Januar 1908 der Kirchengemeinde Mötzingen zugeordnet. Politisch gehörte der Ort jedoch weiterhin zum damaligen Oberamt Horb.

### Kirchengemeinde Nebringen

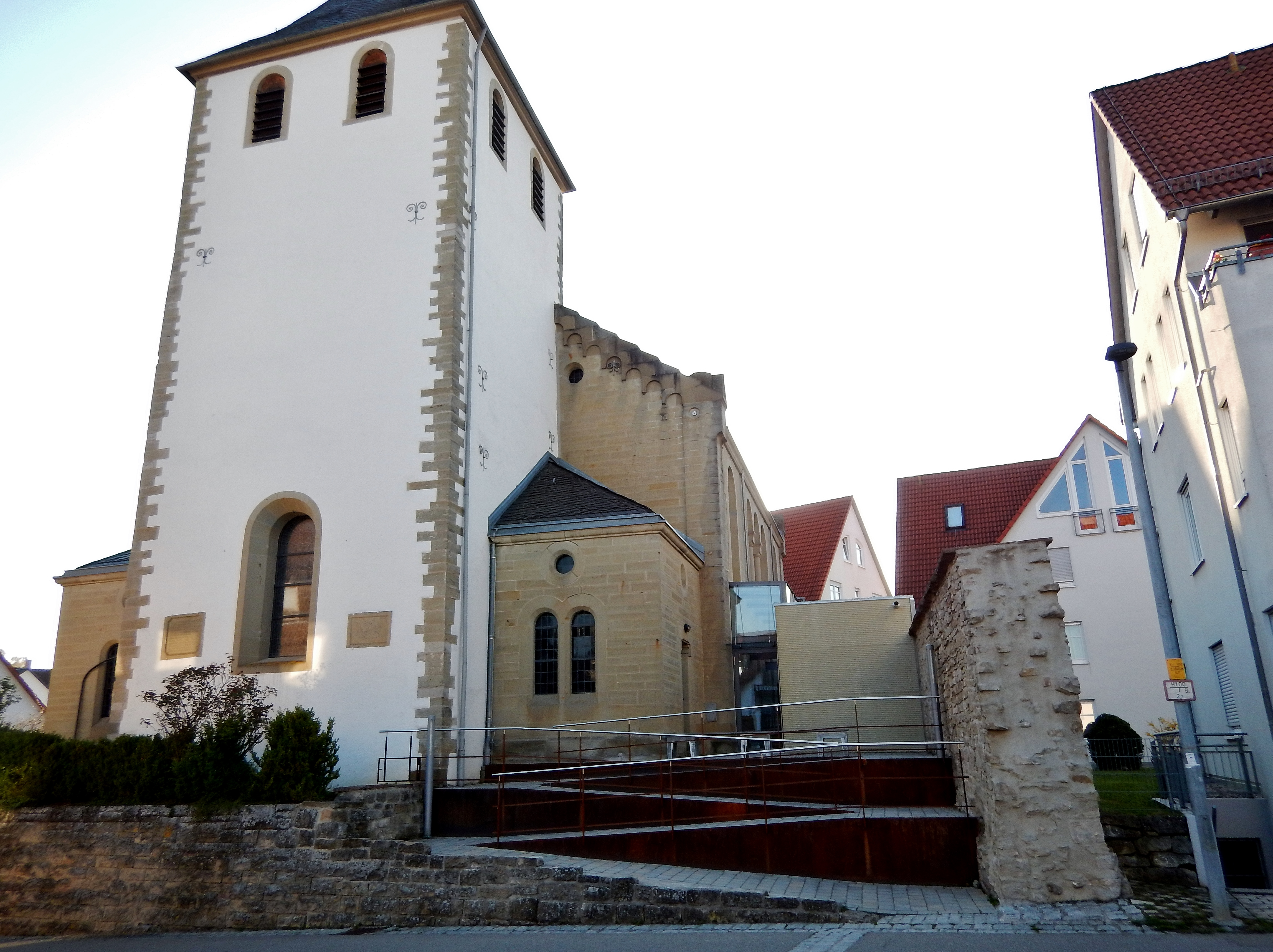
Stephanskirche Nebringen

Die Kirchengemeinde Nebringen (ca. 1.800) umfasst den Ortsteil Nebringen der Gemeinde Gäufelden. Kirchlich gehörte Nebringen zu Gültstein. Das Patronat der Kirche besaß das Kloster Hirsau. 1436 wurde eine Kaplanei in Nebringen errichtet und später eine Pfarrei. Nach der Reformation war Nebringen Filiale von Tailfingen, mit dem es bis heute eine Pfarrei bildet. Eine Kirche wird 1314 erstmals erwähnt. 1455 wird sie St. Stephanskirche genannt. Die heutige Kirche wurde 1884 erbaut. Dabei wurde der romanische Turm des Vorgängerbaus beibehalten.
Durch Bekanntmachung des Oberkirchenrats vom 19. November 1970 wurden auch die evangelischen Bewohner im Bahnwarthaus an der Bahnlinie Herrenberg-Horb bei Nebringen der Kirchengemeinde Nebringen zugeordnet. Bis dahin gehörten sie zur Kirchengemeinde Gültstein.

### Kirchengemeinde Nufringen

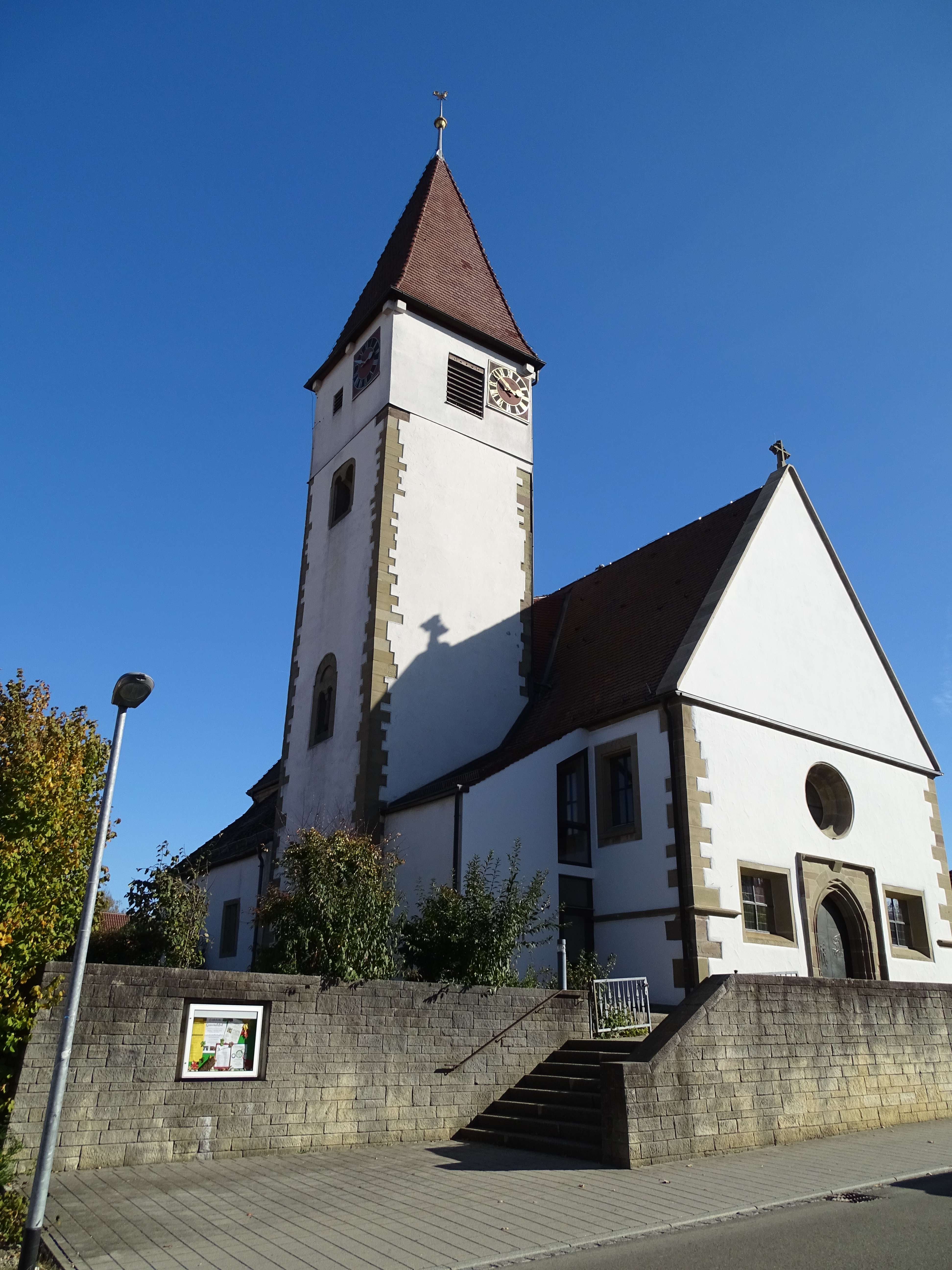
Pelagiuskirche Nufringen

Die Kirchengemeinde Nufringen (ca. 2.650) umfasst die Gemeinde Nufringen. Kirchlich gehörte Nufringen zu Kuppingen. 1302 erhielt der Ort eine Kaplanei, die 1494 zur Pfarrei erhoben wurde. Eine Kapelle St. Pelagius ist 1465 erwähnt. Die ursprünglich romanische Kirche wurde spätgotisch verändert. Der hochgotische Chor hat ein dreiteiliges Maßwerk.

### Kirchengemeinde Oberjesingen

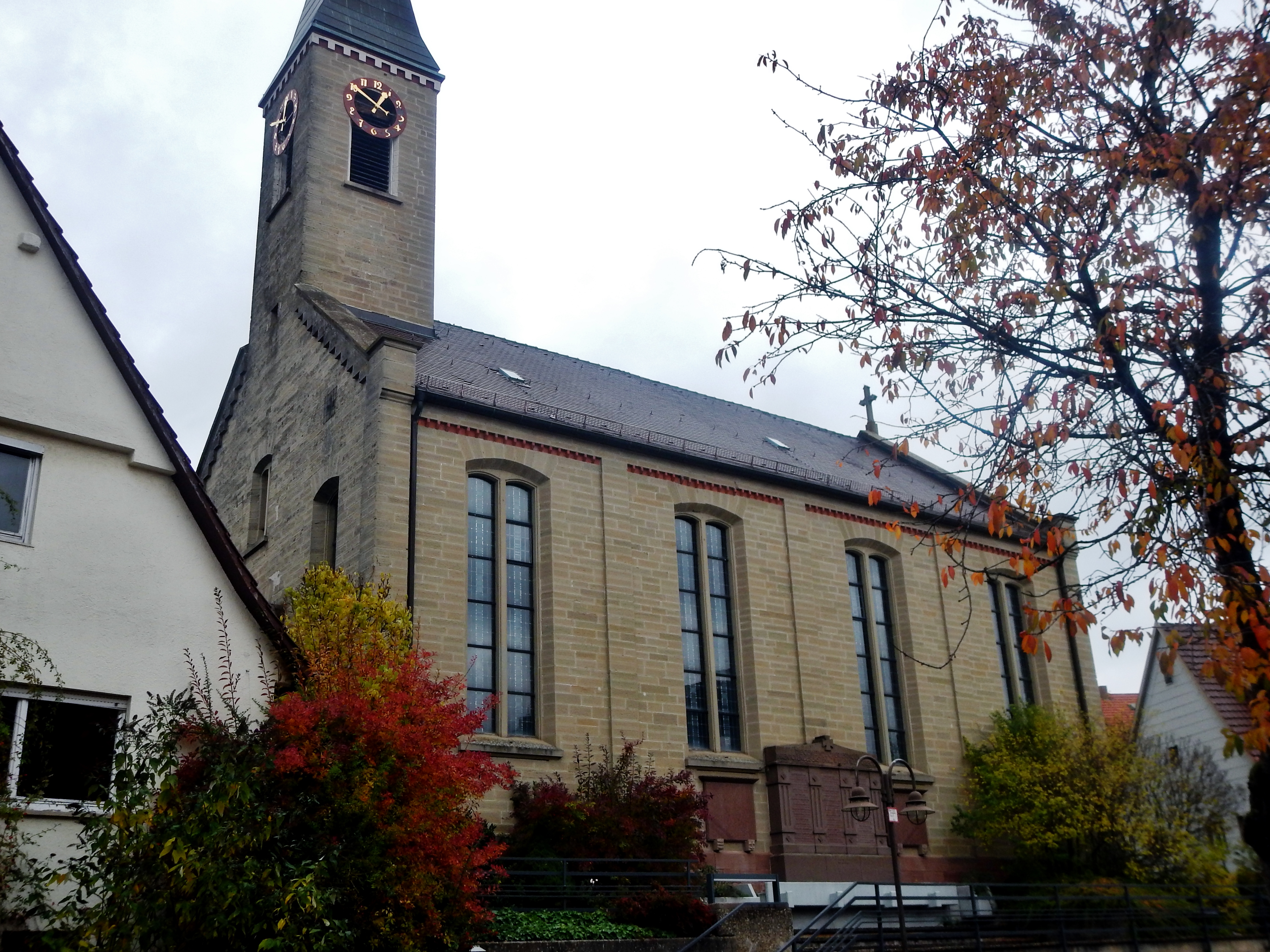
Bricciuskirche Oberjesingen

Die Kirchengemeinde Oberjesingen (ca. 1.400) umfasst den Stadtteil Oberjesingen der Stadt Herrenberg. 1370 und 1472 wird in Oberjesingen eine Kapelle erwähnt. Sie war Filiale von Kuppingen. 1515 stiftete die Gemeinde eine Kaplanei. 1518 wurde eine Kirche St. Briccius anstelle der Kapelle erbaut. 1858 wurde Oberjesingen eine eigene Kirchengemeinde und 1872 eine Pfarrei. Die Bricciuskirche wurde 1857 abgebrochen und bis 1858 an ihrer Stelle die heutige Kirche erbaut.

### Kirchengemeinde Jettingen

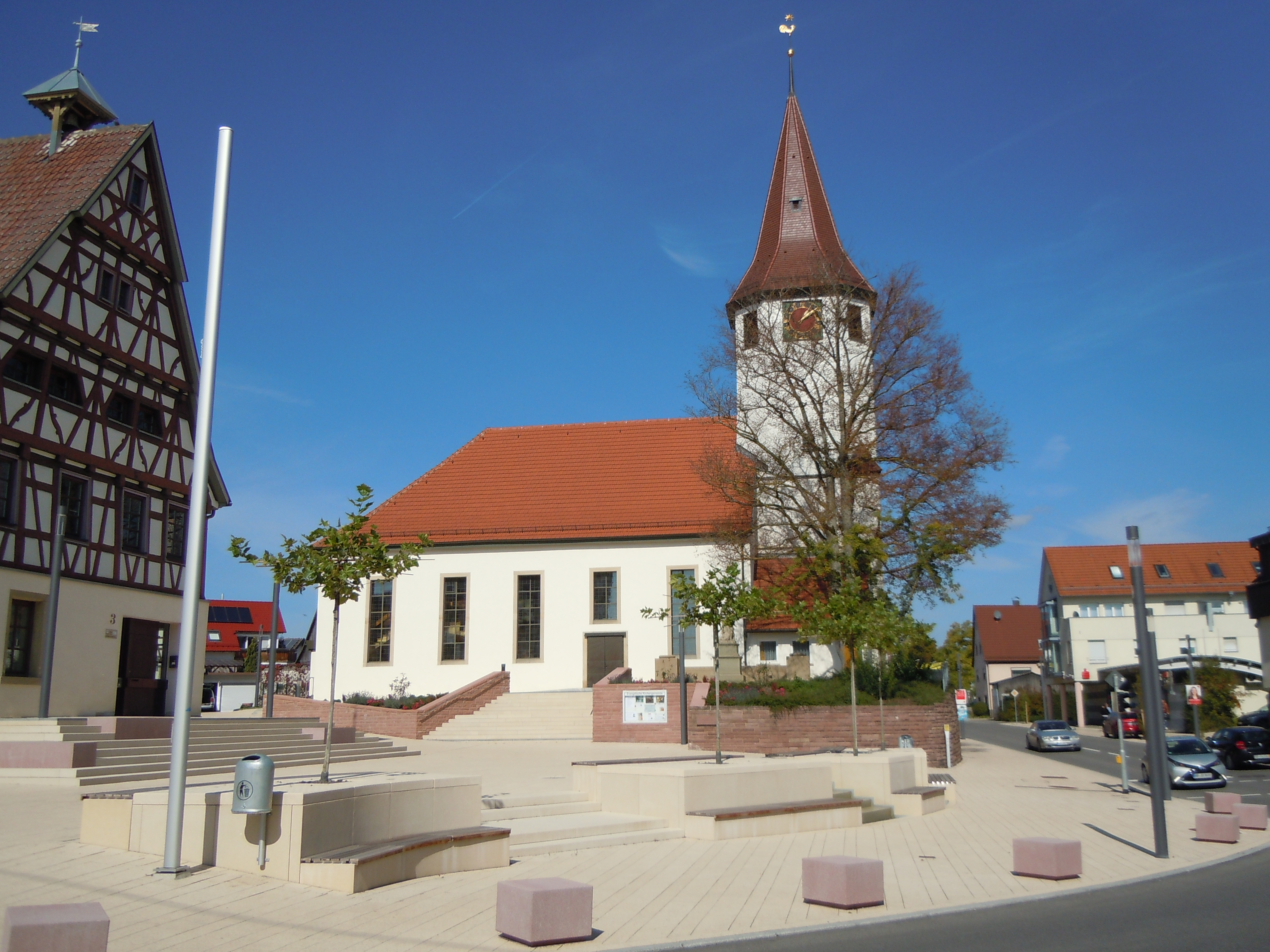
Martinskirche Oberjettingen

Am 1. Januar 2024 haben sich die beiden ehemaligen Kirchengemeinden Ober- und Unterjettingen zur Evangelischen Kirchengemeinde Jettingen zusammengeschlossen. Bis zur Umsetzung des Pfarrplans 2030 betreuen die bisherigen Ortspfarrer die Gemeindeglieder weiter, die Pfarrstelle Oberjettingen wird danach wegfallen.
Das Pfarramt Oberjettingen (ca. 1.450) betreut den Ortsteil Oberjettingen der Gemeinde Jettingen. Eine Kirche wird in Oberjettingen 1252 erstmals erwähnt. Über die Grafen von Hohenberg gelangte der Kirchensatz an das Kloster Reutin. Die heutige Martinskirche wurde 1788 erbaut, der Turm ist von der Vorgängerkirche noch erhalten. 1980/81 erbaute sich die Gemeinde ihr Gemeindehaus, das den Namen Martinshaus erhielt.

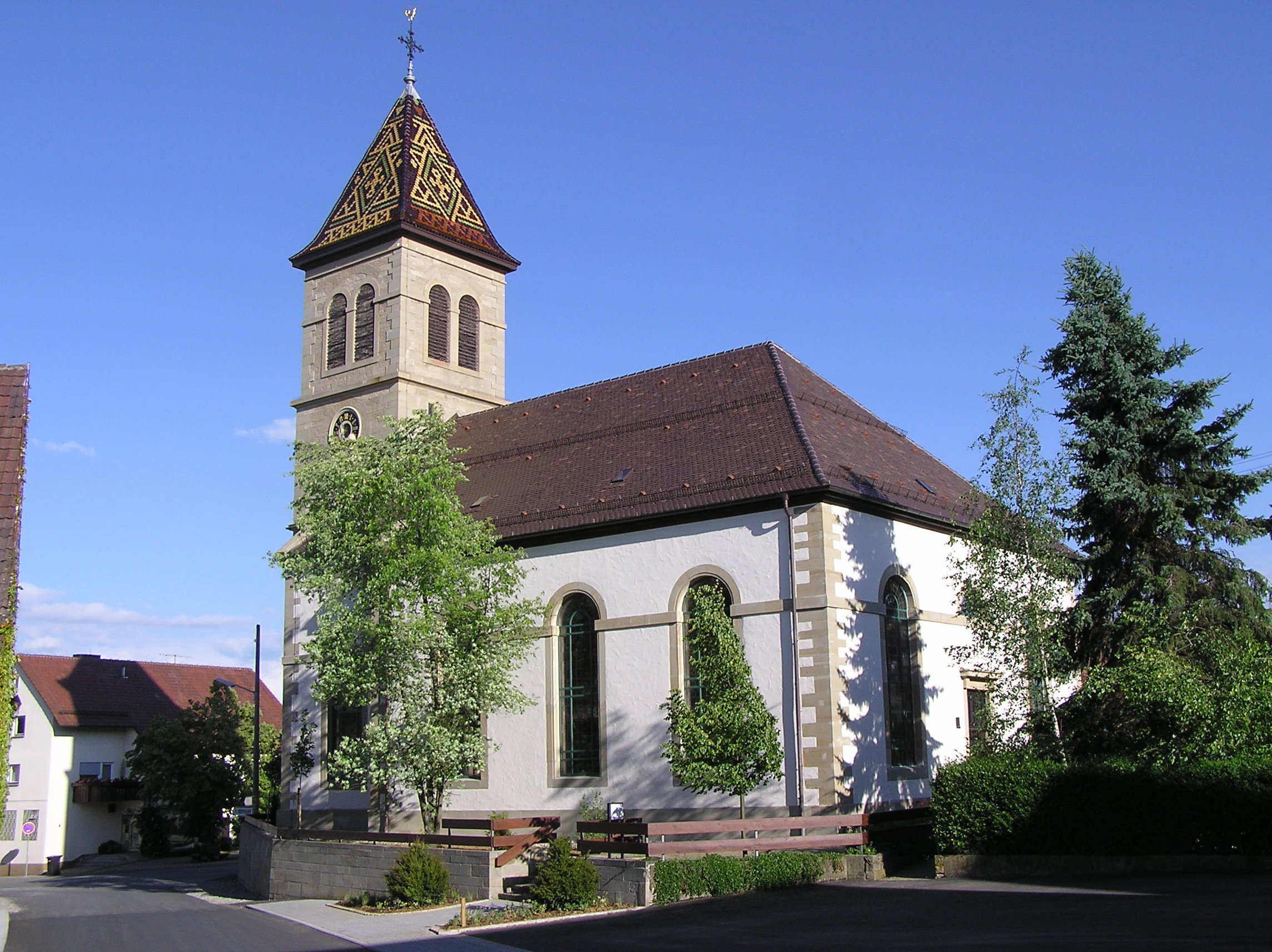
Michaelskirche Unterjettingen

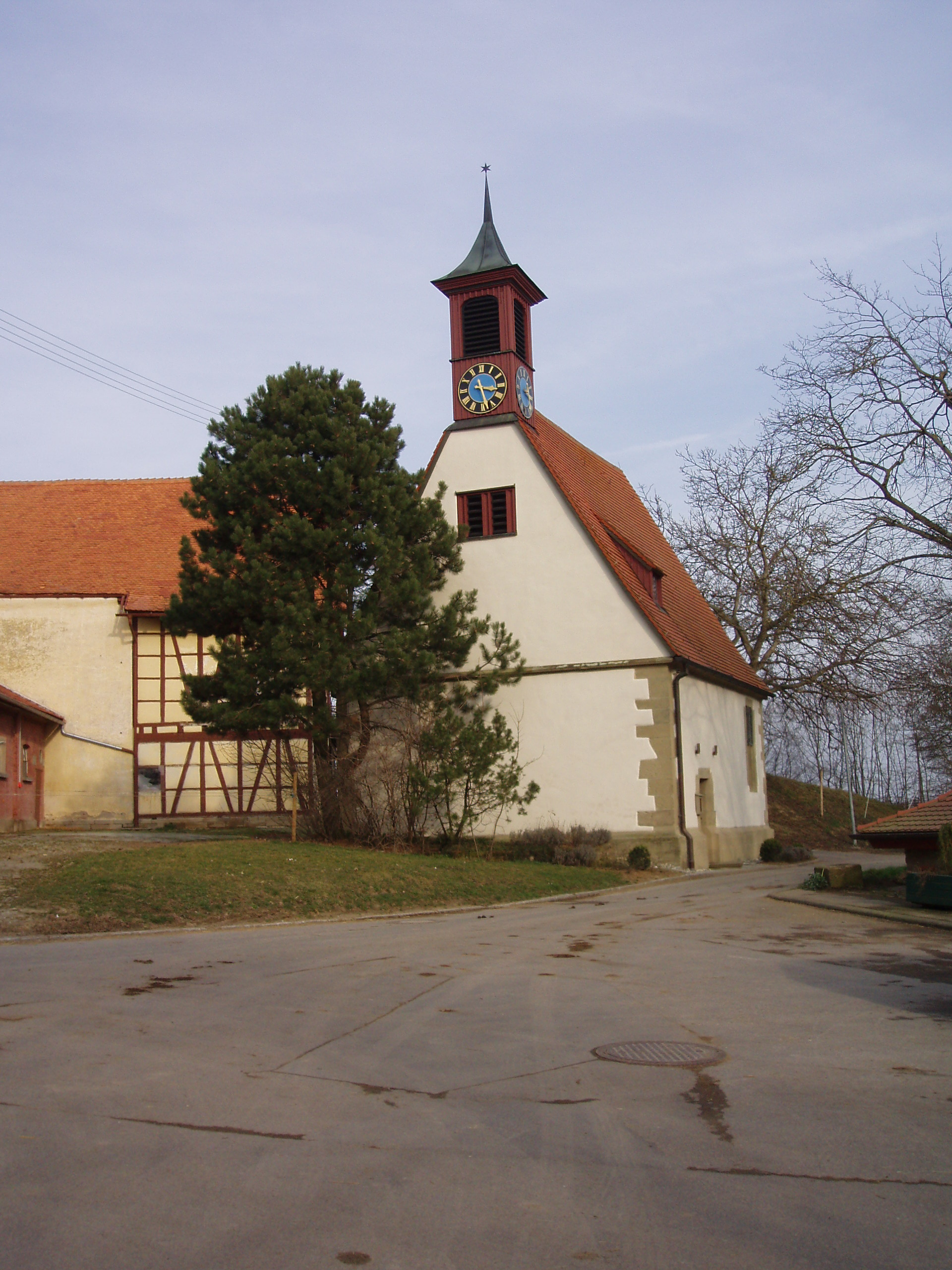
Kirche Sindlingen

Das Pfarramt Unterjettingen (ca. 1.650) ist für die Gemeindeglieder im Ortsteil Unterjettingen mit dem zugehörigen Weiler Sindlingen der Gemeinde Jettingen zuständig. Eine Kirche wird in Unterjettingen 1275 erstmals genannt. Sie gehörte der Johanniterkommende Rohrdorf und kam 1568 an Württemberg. Die heutige Michaelskirche wurde 1888 auf den Fundamenten der Vorgängerkirche, deren Turm noch erhalten ist, erbaut.
Im Weiler Sindlingen gibt es eine Kapelle, die 1275 erstmals erwähnt ist. Die heutige Mauritiuskirche wurde wohl im 15. oder 16. Jahrhundert erbaut. Im 18. Jahrhundert wurde eine barocke Stuckdecke eingebaut. Seit 1954 befindet sie sich im Eigentum der Kirchengemeinde Unterjettingen. 1958 sowie 1978/79 wurde die Kirche renoviert. Hier werden Gottesdienste zu besonderen Anlässen gefeiert. Bis 1955 bildete Sindlingen eine selbständige Filialkirchengemeinde der Muttergemeinde Unterjettingen. Mit Wirkung vom 1. April 1955 wurde diese Filialkirchengemeinde aufgehoben und mit der Mutterkirchengemeinde Unterjettingen vereinigt.
In Sindlingen wohnte bis zu seinem Tode der württembergische Theosoph Johann Michael Hahn. Hier stand er unter dem Schutz von Franziska von Hohenheim, die zeitweise im Schloss Sindlingen wohnte. Hahn ist auf dem Friedhof in Sindlingen begraben.

### Kirchengemeinde Öschelbronn

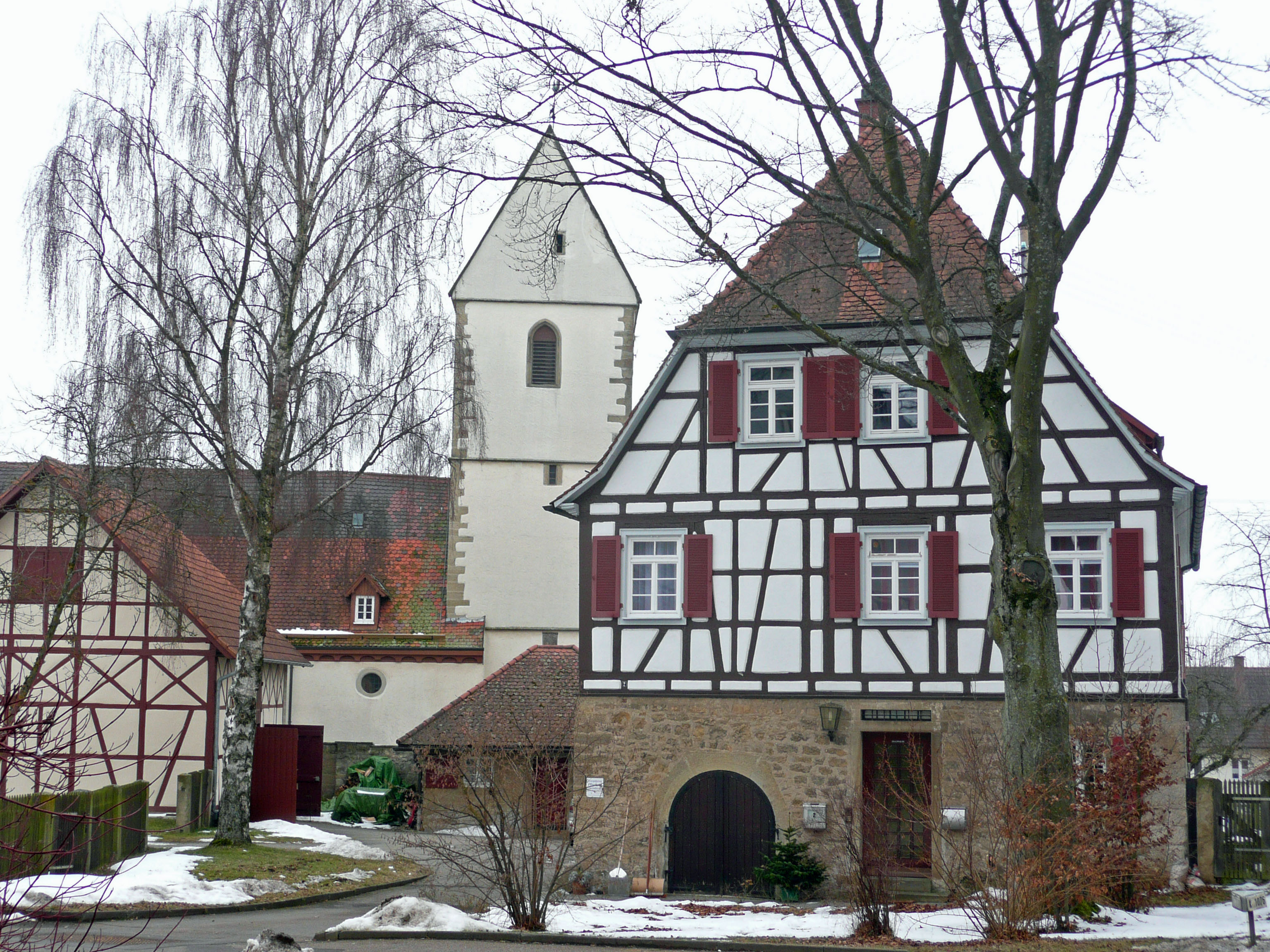
Kirche Öschelbronn

Die Kirchengemeinde Öschelbronn (ca. 1.900) umfasst den Ortsteil Öschelbronn der Gemeinde Gäufelden. Eine Kirche wird in Öschelbronn 1275 erstmals erwähnt. Bis 1824 bestand der Ort aus den Weilern Ober- und Unteröschelbronn. 1318 wird die Kirche mit Unserer Lieben Frau, 1469 mit den Heiligen Hippolyt und Maria erwähnt. 1466 wurde eine Frühmesse genannt. Der Kirchensatz kam von den Herren von Ehingen 1402 an das Kloster Bebenhausen und somit später an Württemberg. Die Kirche am Ostende des ehemaligen Dorfes Unteröschelbronn war ursprünglich eine romanische Kirche. 1882 wurde die Kirche neu eingewölbt und 1900 völlig erneuert.

### Kirchengemeinde Reusten

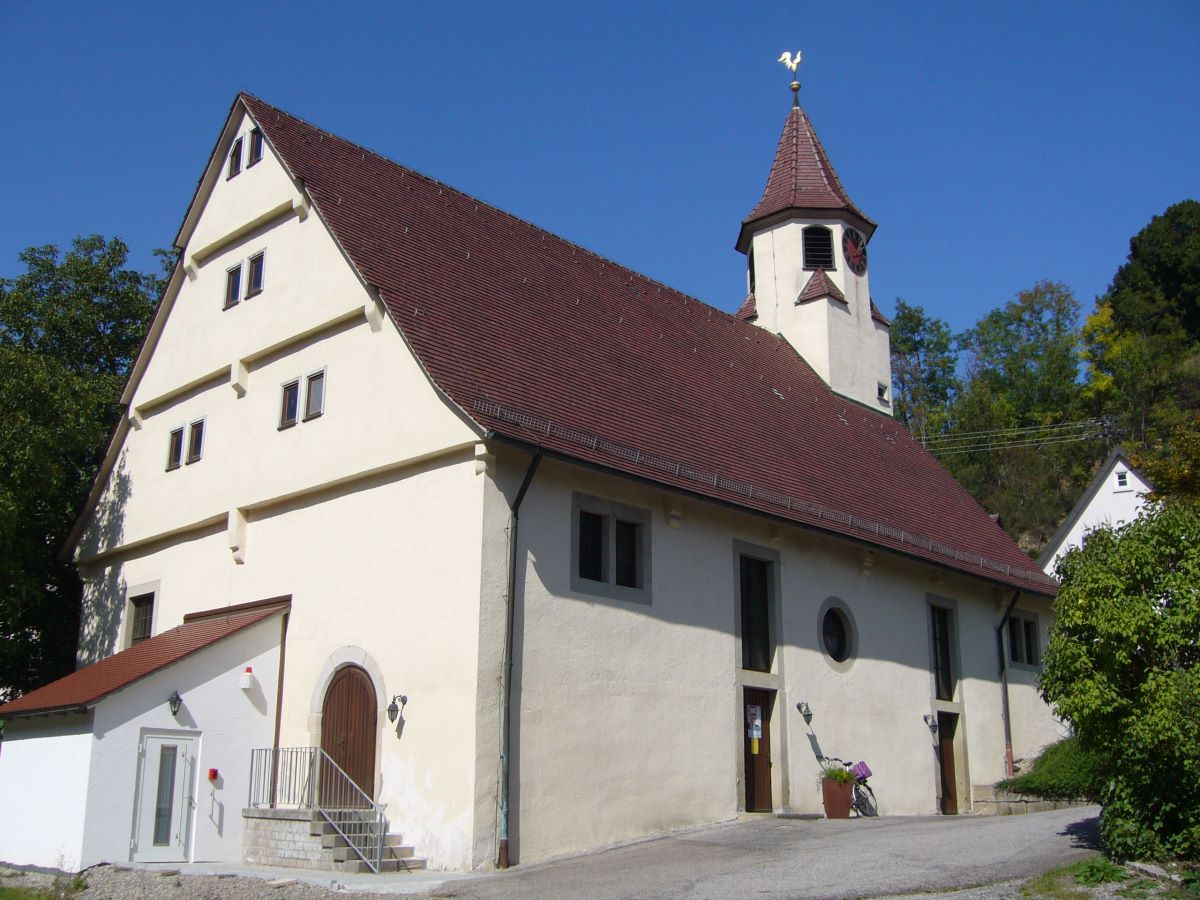
Heilig-Kreuz-Kirche Reusten

Die Kirchengemeinde Reusten (ca. 1.600) umfasst den Ortsteil Reusten der Gemeinde Ammerbuch. Kirchlich gehörte Reusten zunächst zu Poltringen-Oberkirch. Eine Kapelle zum Heiligen Kreuz wurde nach 1760 abgebrochen. Nach der Reformation gehörte Reusten zur Pfarrei Breitenholz, ab 1608 bildete es mit Poltringen eine gemeinsame Pfarrei, die seit 1814 in Reusten ihren Sitz hat. Poltringen wurde mit Wirkung vom 1. Januar 1980 zusammen mit dem überwiegend katholischen Stadtteil Oberndorf der Stadt Rottenburg am Neckar, dessen überwiegend erst nach dem Zweiten Weltkrieg zugezogenen evangelische Bewohner ebenfalls zur Kirchengemeinde Reusten gehörten, der Kirchengemeinde Pfäffingen (Kirchenbezirk Tübingen) zugeordnet.
Die heutige Kirche in Reusten wurde 1760 als einfacher Saalbau ohne Chor aus einer ehemaligen Kelter erbaut. 1956/57 wurde sie innen renoviert. Das Pfarramt Reusten betreut seit 1860 auch die Nachbarkirchengemeinde Altingen.

### Kirchengemeinde Rohrau
Die Kirchengemeinde Rohrau (ca. 950) umfasst den Ortsteil Rohrau der Gemeinde Gärtringen. Kirchlich gehörte Rohrau zunächst zu Ehningen, hatte aber eine Kapelle zum Hl. Sebastian und anderen Heiligen, die 1463 erstmals erwähnt und 1479 wohl neu gegründet wurde. 1492 ist eine Kaplanei genannt. Nach der Reformation wurde Rohrau von Nufringen aus betreut. Erst in jüngerer Zeit wurde Rohrau eigene Pfarrei. 1700 wurde eine neue Kirche auf einem künstlichen Hügel westlich des Ortes erbaut und danach die alte Kirche abgetragen. Auch diese Kirche wurde Mitte der 1970er Jahre wegen Baufälligkeit abgerissen und 1976 die heutige Christuskirche erbaut.

### Kirchengemeinde Tailfingen
Die Kirchengemeinde Tailfingen (ca. 800) umfasst den Ortsteil Tailfingen der Gemeinde Gäufelden. Bereits 1120 erhielt das Kloster Hirsau die halbe Kirche. 1275 gab es eine Pfarrei in Tailfingen. Um 1350 kam der Kirchensatz von den Herren von Hailfingen an das Stift Sindelfingen und 1477 an Tübingen. 1490 wird eine Kaplanei in Tailfingen genannt. Die ursprüngliche Chorseitenturmanlage des Kirchengebäudes aus dem 15. Jahrhundert wurde 1699 und 1817 stark verändert. Der Taufstein stammt noch aus dem 14. Jahrhundert. Das Orgelgehäuse zeigt Stilmerkmale des späteren Rokoko und steht unter Denkmalschutz. Es besteht ein ungeklärtes Verhältnis zur heiligen Afra, welcher einer Kapelle auf dem nahegelegenen Friedhof gewidmet war. Das erste Pfarrhaus von Tailfingen wurde 1614 von Heinrich Schickhardt erbaut und befindet sich heute in Privatbesitz. Das heutige Pfarrhaus [Hauptstr. 31, Gäufelden] entstand 1882 als „städtischer“ Sandsteinbau mit Schieferdach.

## Archivquellen
- Bestand: Visitationsberichte.   Landeskirchliches Archiv Stuttgart. 1581–1822.   Signatur: A 1.
- Bestand: Kirchenvisitationsakten.   Hauptstaatsarchiv Stuttgart. ca. 1601–1840.   Signatur: A 281.
- Bestand: Ortsakten [mit Digitalisaten der Pfarrbeschreibungen und Pfarrberichte (darin u. a.: Chronik, Filialverhältnisse)].   Landeskirchliches Archiv Stuttgart. ca. 1550–1923.   Signatur: A 29.
- Bestand: Ortsakten [mit Digitalisaten der Pfarrberichte (darin u. a.: Filialverhältnisse)].   Landeskirchliches Archiv Stuttgart. ca. 1924–1966.   Signatur: A 129.
- Bestand: Ortsakten [mit Visitationsberichten].   Landeskirchliches Archiv Stuttgart. ca. 1967–1989.   Signatur: A 229.
- Archivgut: Dekanatsarchive.   Landeskirchliches Archiv Stuttgart.   Signatur: F-Bestände.
- Archivgut: Pfarrarchive.   Landeskirchliches Archiv Stuttgart.   Signatur: G-Bestände.